# Llista de masies del Ripollès - nord
Per municipi

Llista de masies i altres construccions relacionades del nord del Ripollès (municipis de Campelles, Camprodon, Llanars, Molló, Pardines, Planoles, Queralbs, Ribes de Freser, Setcases, Toses, Vilallonga de Ter) ordenades per municipi.
Informació actualitzada per un bot. Els canvis manuals es perdran quan s'actualitzi!
| imatge | Nom                        | instància de | Municipi          | Elevació s.n.m. en m | estat de conservació | coordenades                                                         | Protecció                                  | Commons (més fotos)               | WD                            |
| ------ | -------------------------- | ------------ | ----------------- | -------------------- | -------------------- | ------------------------------------------------------------------- | ------------------------------------------ | --------------------------------- | ----------------------------- |
|        | Barricó                    | masia        | Campelles         |                      |                      | 42° 16′ 05″ N, 2° 08′ 48″ E / 42.2681153642499°N,2.14661633496676°E |                                            |                                   | Modifica les dades a Wikidata |
|        | Cal Climent                | masia        | Campelles         |                      |                      | 42° 17′ 41″ N, 2° 08′ 07″ E / 42.2946625637527°N,2.13541313635527°E |                                            |                                   | Modifica les dades a Wikidata |
|        | Cal Colomer                | masia        | Campelles         |                      |                      | 42° 16′ 51″ N, 2° 08′ 56″ E / 42.280794119987°N,2.14878597290868°E  |                                            |                                   | Modifica les dades a Wikidata |
|        | Cal Fuster                 | masia        | Campelles         |                      |                      | 42° 16′ 50″ N, 2° 08′ 55″ E / 42.2806030295768°N,2.1485217285515°E  |                                            |                                   | Modifica les dades a Wikidata |
|        | Cal Martinet               | masia        | Campelles         |                      |                      | 42° 17′ 42″ N, 2° 08′ 15″ E / 42.2950648585243°N,2.1374092146927°E  |                                            |                                   | Modifica les dades a Wikidata |
|        | Cal Menjó                  | masia        | Campelles         |                      |                      | 42° 16′ 39″ N, 2° 08′ 49″ E / 42.2775739306634°N,2.14690105157956°E |                                            |                                   | Modifica les dades a Wikidata |
|        | Cal Mestre                 | masia        | Campelles         |                      |                      | 42° 16′ 46″ N, 2° 08′ 50″ E / 42.2794769200625°N,2.14726347097627°E |                                            |                                   | Modifica les dades a Wikidata |
|        | Cal Rana                   | masia        | Campelles         |                      |                      | 42° 16′ 48″ N, 2° 08′ 50″ E / 42.2799088102869°N,2.1472091357152°E  |                                            |                                   | Modifica les dades a Wikidata |
|        | Cal Trenat                 | masia        | Campelles         |                      |                      | 42° 16′ 47″ N, 2° 08′ 48″ E / 42.2796790788723°N,2.14659371347403°E |                                            |                                   | Modifica les dades a Wikidata |
|        | Cal Villego                | masia        | Campelles         |                      |                      | 42° 16′ 50″ N, 2° 08′ 54″ E / 42.2804311198054°N,2.14841489133132°E |                                            |                                   | Modifica les dades a Wikidata |
|        | Can Costa                  | masia        | Campelles         |                      |                      | 42° 17′ 26″ N, 2° 09′ 41″ E / 42.2905050918443°N,2.16133099784695°E |                                            |                                   | Modifica les dades a Wikidata |
|        | Can Gorra                  | masia        | Campelles         |                      |                      | 42° 16′ 44″ N, 2° 09′ 19″ E / 42.278952°N,2.155382°E                | bé integrant del patrimoni cultural català |                                   | Modifica les dades a Wikidata |
|        | Can Pagès                  | masia        | Campelles         |                      |                      | 42° 18′ 19″ N, 2° 08′ 21″ E / 42.3052003484622°N,2.13909076732877°E |                                            |                                   | Modifica les dades a Wikidata |
|        | Can Salomó                 | masia        | Campelles         |                      |                      | 42° 18′ 15″ N, 2° 08′ 21″ E / 42.3040751576902°N,2.13916676096227°E |                                            |                                   | Modifica les dades a Wikidata |
|        | Can Tubau del Bac          | masia        | Campelles         |                      |                      | 42° 17′ 20″ N, 2° 08′ 48″ E / 42.2889919191359°N,2.14666208332485°E |                                            |                                   | Modifica les dades a Wikidata |
|        | Estèguel                   | masia        | Campelles         |                      |                      | 42° 15′ 34″ N, 2° 09′ 48″ E / 42.2595656700899°N,2.16334150650802°E |                                            |                                   | Modifica les dades a Wikidata |
|        | Mas Angelats               | masia        | Campelles         |                      |                      | 42° 17′ 19″ N, 2° 09′ 21″ E / 42.28871°N,2.15595°E                  | bé cultural d'interès local                | Mas Angelats (Campelles)          | Modifica les dades a Wikidata |
|        | Pernau                     | masia        | Campelles         |                      |                      | 42° 16′ 40″ N, 2° 08′ 51″ E / 42.2778760627469°N,2.14756398867406°E |                                            |                                   | Modifica les dades a Wikidata |
|        | Bestracà                   | masia        | Camprodon         |                      |                      | 42° 17′ 25″ N, 2° 31′ 01″ E / 42.2903213605972°N,2.51705601024832°E |                                            |                                   | Modifica les dades a Wikidata |
|        | Bocabartella               | masia        | Camprodon         | 1020                 |                      | 42° 20′ 21″ N, 2° 28′ 29″ E / 42.339138888889°N,2.4746388888889°E   |                                            | Bocabartella                      | Modifica les dades a Wikidata |
|        | Burgarès                   | masia        | Camprodon         |                      |                      | 42° 17′ 04″ N, 2° 19′ 00″ E / 42.2844838374251°N,2.31662305153307°E |                                            |                                   | Modifica les dades a Wikidata |
|        | Ca l'Arneta                | masia        | Camprodon         | 875                  |                      | 42° 19′ 59″ N, 2° 26′ 58″ E / 42.332944444444°N,2.4494444444444°E   |                                            | Ca l'Arneta                       | Modifica les dades a Wikidata |
|        | Ca l'Endald                | masia        | Camprodon         |                      |                      | 42° 18′ 01″ N, 2° 25′ 28″ E / 42.3002148026009°N,2.42440213678614°E |                                            |                                   | Modifica les dades a Wikidata |
|        | Ca l'Escolà                | masia        | Camprodon         |                      |                      | 42° 17′ 36″ N, 2° 20′ 47″ E / 42.2934651758558°N,2.34635496447382°E |                                            |                                   | Modifica les dades a Wikidata |
|        | Ca la Sibina               | masia        | Camprodon         | 954                  |                      | 42° 20′ 13″ N, 2° 27′ 19″ E / 42.3370651733311°N,2.45519043522849°E |                                            | Ca la Sibina                      | Modifica les dades a Wikidata |
|        | Cal Moner                  | masia        | Camprodon         |                      |                      | 42° 18′ 38″ N, 2° 21′ 24″ E / 42.3104637378279°N,2.35661418882245°E |                                            |                                   | Modifica les dades a Wikidata |
|        | Cal Noi                    | masia        | Camprodon         |                      |                      | 42° 17′ 36″ N, 2° 19′ 48″ E / 42.2932443080148°N,2.32993255001258°E |                                            |                                   | Modifica les dades a Wikidata |
|        | Cal Sapo                   | masia        | Camprodon         |                      |                      | 42° 20′ 09″ N, 2° 27′ 14″ E / 42.3356990142452°N,2.45387911110472°E |                                            |                                   | Modifica les dades a Wikidata |
|        | Cal Xicot                  | masia        | Camprodon         |                      |                      | 42° 17′ 08″ N, 2° 33′ 04″ E / 42.2854255125993°N,2.55117600856797°E |                                            |                                   | Modifica les dades a Wikidata |
|        | Can Bac                    | masia        | Camprodon         |                      |                      | 42° 20′ 50″ N, 2° 26′ 47″ E / 42.347280463496°N,2.44628793332107°E  |                                            |                                   | Modifica les dades a Wikidata |
|        | Can Batalló                | masia        | Camprodon         | 907                  |                      | 42° 17′ 32″ N, 2° 21′ 37″ E / 42.2923368100083°N,2.36026799079795°E |                                            | Can Batalló                       | Modifica les dades a Wikidata |
|        | Can Batlle                 | masia        | Camprodon         | 502                  |                      | 42° 18′ 36″ N, 2° 29′ 36″ E / 42.30989°N,2.493263°E                 | bé integrant del patrimoni cultural català | Can Batlle (Camprodon)            | Modifica les dades a Wikidata |
|        | Can Beia                   | masia        | Camprodon         |                      |                      | 42° 17′ 16″ N, 2° 21′ 55″ E / 42.2876987090678°N,2.36514244157703°E |                                            |                                   | Modifica les dades a Wikidata |
|        | Can Bola                   | masia        | Camprodon         |                      |                      | 42° 18′ 42″ N, 2° 21′ 43″ E / 42.3117094602388°N,2.36196475217781°E |                                            |                                   | Modifica les dades a Wikidata |
|        | Can Borica                 | masia        | Camprodon         |                      |                      | 42° 18′ 18″ N, 2° 30′ 28″ E / 42.305078806525°N,2.50772229867703°E  |                                            |                                   | Modifica les dades a Wikidata |
|        | Can Bota                   | masia        | Camprodon         |                      |                      | 42° 20′ 01″ N, 2° 27′ 03″ E / 42.333658465234°N,2.45091074649201°E  |                                            |                                   | Modifica les dades a Wikidata |
|        | Can Flacià                 | masia        | Camprodon         |                      |                      | 42° 17′ 22″ N, 2° 28′ 06″ E / 42.2893852987833°N,2.4683256540861°E  |                                            |                                   | Modifica les dades a Wikidata |
|        | Can Fogonella              | masia        | Camprodon         |                      |                      | 42° 20′ 20″ N, 2° 22′ 46″ E / 42.3388419417408°N,2.37948668919201°E |                                            |                                   | Modifica les dades a Wikidata |
|        | Can Francó                 | masia        | Camprodon         |                      |                      | 42° 17′ 45″ N, 2° 20′ 10″ E / 42.295819585261°N,2.33604353224977°E  |                                            |                                   | Modifica les dades a Wikidata |
|        | Can França                 | masia        | Camprodon         | 990                  | ruïnós               | 42° 20′ 15″ N, 2° 29′ 33″ E / 42.3373712127715°N,2.49244240820227°E |                                            | Can França                        | Modifica les dades a Wikidata |
|        | Can Gaburra                | masia        | Camprodon         |                      |                      | 42° 20′ 31″ N, 2° 27′ 30″ E / 42.342051804112°N,2.45841301960872°E  |                                            |                                   | Modifica les dades a Wikidata |
|        | Can Janot                  | masia        | Camprodon         |                      |                      | 42° 20′ 13″ N, 2° 27′ 08″ E / 42.3369250402856°N,2.45224188774045°E |                                            |                                   | Modifica les dades a Wikidata |
|        | Can Jep Gros               | masia        | Camprodon         |                      |                      | 42° 18′ 42″ N, 2° 28′ 52″ E / 42.3117427157047°N,2.48102392117269°E |                                            |                                   | Modifica les dades a Wikidata |
|        | Can Jep Noi                | masia        | Camprodon         |                      |                      | 42° 18′ 32″ N, 2° 30′ 13″ E / 42.3088701818596°N,2.50349455447111°E |                                            |                                   | Modifica les dades a Wikidata |
|        | Can Jepot                  | masia        | Camprodon         |                      |                      | 42° 17′ 57″ N, 2° 30′ 14″ E / 42.2991629255991°N,2.50381345663155°E |                                            |                                   | Modifica les dades a Wikidata |
|        | Can Magí                   | masia        | Camprodon         |                      |                      | 42° 20′ 24″ N, 2° 27′ 24″ E / 42.3399182979538°N,2.45670752105767°E |                                            |                                   | Modifica les dades a Wikidata |
|        | Can Manel                  | masia        | Camprodon         |                      |                      | 42° 20′ 21″ N, 2° 27′ 02″ E / 42.3391681650776°N,2.45048649234733°E |                                            |                                   | Modifica les dades a Wikidata |
|        | Can Mel                    | masia        | Camprodon         |                      |                      | 42° 17′ 11″ N, 2° 33′ 19″ E / 42.2862698891106°N,2.55523329862167°E |                                            |                                   | Modifica les dades a Wikidata |
|        | Can Moi                    | masia        | Camprodon         | 967                  |                      | 42° 19′ 23″ N, 2° 23′ 10″ E / 42.3230534288741°N,2.38602552216644°E |                                            | Can Moi (Camprodon)               | Modifica les dades a Wikidata |
|        | Can Pascal                 | masia        | Camprodon         |                      |                      | 42° 17′ 25″ N, 2° 20′ 51″ E / 42.2902289548426°N,2.34740734001691°E |                                            |                                   | Modifica les dades a Wikidata |
|        | Can Peric                  | masia        | Camprodon         | 894                  |                      | 42° 16′ 36″ N, 2° 22′ 25″ E / 42.276641°N,2.373744°E                |                                            | Can Peric (Camprodon)             | Modifica les dades a Wikidata |
|        | Can Pernam                 | masia        | Camprodon         |                      |                      | 42° 16′ 36″ N, 2° 19′ 37″ E / 42.2767271581555°N,2.32688169492913°E |                                            |                                   | Modifica les dades a Wikidata |
|        | Can Planes                 | masia        | Camprodon         |                      |                      | 42° 19′ 49″ N, 2° 26′ 43″ E / 42.3303716970624°N,2.44539242575889°E |                                            |                                   | Modifica les dades a Wikidata |
|        | Can Por                    | masia        | Camprodon         |                      |                      | 42° 20′ 22″ N, 2° 27′ 03″ E / 42.3394496683355°N,2.45096961735997°E |                                            |                                   | Modifica les dades a Wikidata |
|        | Can Pruna                  | masia        | Camprodon         |                      |                      | 42° 19′ 09″ N, 2° 29′ 05″ E / 42.3192973185318°N,2.48467531912789°E |                                            |                                   | Modifica les dades a Wikidata |
|        | Can Pujol                  | masia        | Camprodon         |                      |                      | 42° 19′ 59″ N, 2° 26′ 11″ E / 42.3330840087617°N,2.43645917408913°E |                                            |                                   | Modifica les dades a Wikidata |
|        | Can Reguer                 | masia        | Camprodon         |                      |                      | 42° 19′ 18″ N, 2° 28′ 58″ E / 42.3216663800856°N,2.48277490865367°E |                                            |                                   | Modifica les dades a Wikidata |
|        | Can Rodó                   | masia        | Camprodon         |                      |                      | 42° 20′ 17″ N, 2° 23′ 18″ E / 42.338106679009°N,2.3882729273059°E   |                                            |                                   | Modifica les dades a Wikidata |
|        | Can Sau                    | masia        | Camprodon         |                      |                      | 42° 20′ 18″ N, 2° 22′ 46″ E / 42.3383107424164°N,2.37951619029391°E |                                            |                                   | Modifica les dades a Wikidata |
|        | Can Sibat                  | masia        | Camprodon         |                      |                      | 42° 20′ 27″ N, 2° 26′ 55″ E / 42.3407354827468°N,2.44866403699284°E |                                            |                                   | Modifica les dades a Wikidata |
|        | Can Simonet                | masia        | Camprodon         | 956                  |                      | 42° 20′ 15″ N, 2° 27′ 10″ E / 42.3375219103667°N,2.45275868602839°E |                                            | Can Simonet de Rocabruna          | Modifica les dades a Wikidata |
|        | Can Soler                  | masia        | Camprodon         | 960                  |                      | 42° 20′ 21″ N, 2° 26′ 57″ E / 42.339181°N,2.449253°E                |                                            | Can Soler (Rocabruna)             | Modifica les dades a Wikidata |
|        | Can Tadeu                  | masia        | Camprodon         | 947                  |                      | 42° 20′ 10″ N, 2° 27′ 22″ E / 42.3362495131721°N,2.45601077469266°E |                                            | Can Tadeu (Camprodon)             | Modifica les dades a Wikidata |
|        | Can Toni                   | masia        | Camprodon         | 656                  | ruïnós               | 42° 17′ 28″ N, 2° 28′ 04″ E / 42.2910944921671°N,2.4678988556214°E  |                                            | Can Toni (Camprodon)              | Modifica les dades a Wikidata |
|        | Can Vacanegra              | masia        | Camprodon         |                      |                      | 42° 18′ 40″ N, 2° 22′ 37″ E / 42.311080872892°N,2.37704144567387°E  |                                            |                                   | Modifica les dades a Wikidata |
|        | Can Xacó                   | masia        | Camprodon         |                      |                      | 42° 20′ 19″ N, 2° 22′ 48″ E / 42.3385837339596°N,2.38003549290828°E |                                            |                                   | Modifica les dades a Wikidata |
|        | Can Xintet                 | masia        | Camprodon         |                      |                      | 42° 17′ 24″ N, 2° 28′ 22″ E / 42.2899367478058°N,2.47267564854695°E |                                            |                                   | Modifica les dades a Wikidata |
|        | Cantallops                 | masia        | Camprodon         |                      |                      | 42° 17′ 26″ N, 2° 27′ 54″ E / 42.2905140907621°N,2.46510170977967°E |                                            |                                   | Modifica les dades a Wikidata |
|        | Casa pairal de Surroca     | masia        | Camprodon         |                      |                      | 42° 17′ 50″ N, 2° 27′ 48″ E / 42.2971°N,2.46325°E                   | bé integrant del patrimoni cultural català | Casa pairal de Surroca            | Modifica les dades a Wikidata |
|        | Corral de la Masó          | masia        | Camprodon         |                      |                      | 42° 18′ 24″ N, 2° 25′ 18″ E / 42.3067299789598°N,2.42156430463383°E |                                            |                                   | Modifica les dades a Wikidata |
|        | Creixenturri               | masia        | Camprodon         | 911                  |                      | 42° 17′ 17″ N, 2° 22′ 15″ E / 42.287955200334°N,2.37082859821935°E  |                                            | Creixenturri (masia)              | Modifica les dades a Wikidata |
|        | Cruanyes                   | masia        | Camprodon         |                      |                      | 42° 20′ 07″ N, 2° 23′ 43″ E / 42.3351978575573°N,2.39529052071075°E |                                            |                                   | Modifica les dades a Wikidata |
|        | el Bac                     | masia        | Camprodon         | 692.1                |                      | 42° 19′ 14″ N, 2° 30′ 03″ E / 42.32061944°N,2.50079389°E            |                                            |                                   | Modifica les dades a Wikidata |
|        | el Beç                     | masia        | Camprodon         | 606                  |                      | 42° 18′ 16″ N, 2° 27′ 22″ E / 42.304319°N,2.456167°E                |                                            | El Beç (Camprodon)                | Modifica les dades a Wikidata |
|        | el Boscàs                  | masia        | Camprodon         |                      |                      | 42° 17′ 36″ N, 2° 20′ 48″ E / 42.2933682567275°N,2.34673201300873°E |                                            |                                   | Modifica les dades a Wikidata |
|        | el Casot                   | masia        | Camprodon         |                      |                      | 42° 18′ 54″ N, 2° 27′ 23″ E / 42.315034470149°N,2.4564501327766°E   |                                            |                                   | Modifica les dades a Wikidata |
|        | el Coll del Puig           | masia        | Camprodon         |                      |                      | 42° 17′ 18″ N, 2° 21′ 20″ E / 42.2883027451121°N,2.3555661549582°E  |                                            |                                   | Modifica les dades a Wikidata |
|        | el Cordonet                | masia        | Camprodon         |                      |                      | 42° 17′ 24″ N, 2° 28′ 03″ E / 42.289869710808°N,2.4675833392448°E   |                                            |                                   | Modifica les dades a Wikidata |
|        | el Cortal                  | masia        | Camprodon         |                      |                      | 42° 20′ 41″ N, 2° 27′ 22″ E / 42.344753137027°N,2.4561941936038°E   |                                            |                                   | Modifica les dades a Wikidata |
|        | el Còdol                   | masia        | Camprodon         |                      |                      | 42° 17′ 49″ N, 2° 26′ 01″ E / 42.2969196935922°N,2.43367614070792°E |                                            |                                   | Modifica les dades a Wikidata |
|        | el Ferran                  | masia        | Camprodon         |                      |                      | 42° 18′ 32″ N, 2° 30′ 20″ E / 42.3090052804087°N,2.50558046527787°E |                                            |                                   | Modifica les dades a Wikidata |
|        | el Grau                    | masia        | Camprodon         | 1005                 |                      | 42° 18′ 56″ N, 2° 23′ 05″ E / 42.315573324455°N,2.384850809053°E    |                                            | El Grau (Camprodon)               | Modifica les dades a Wikidata |
|        | el Guillot                 | masia        | Camprodon         |                      |                      | 42° 20′ 10″ N, 2° 22′ 58″ E / 42.3361402631657°N,2.38285140759076°E |                                            |                                   | Modifica les dades a Wikidata |
|        | el Llinàs                  | masia        | Camprodon         |                      |                      | 42° 17′ 56″ N, 2° 26′ 37″ E / 42.2988322862732°N,2.44354625289349°E |                                            |                                   | Modifica les dades a Wikidata |
|        | el Mariner de Sant Pau     | masia        | Camprodon         | 949                  |                      | 42° 16′ 06″ N, 2° 22′ 30″ E / 42.2682°N,2.37495°E                   | bé integrant del patrimoni cultural català | El Mariner (Camprodon)            | Modifica les dades a Wikidata |
|        | el Masot                   | masia        | Camprodon         |                      |                      | 42° 19′ 01″ N, 2° 23′ 57″ E / 42.3168365200444°N,2.39911899748922°E |                                            |                                   | Modifica les dades a Wikidata |
|        | el Meià                    | masia        | Camprodon         |                      |                      | 42° 18′ 39″ N, 2° 27′ 29″ E / 42.3107536114546°N,2.45800192235745°E |                                            |                                   | Modifica les dades a Wikidata |
|        | el Miàs                    | masia        | Camprodon         |                      |                      | 42° 19′ 42″ N, 2° 22′ 18″ E / 42.3282444084998°N,2.37170165628453°E |                                            |                                   | Modifica les dades a Wikidata |
|        | el Mulladar                | masia        | Camprodon         |                      |                      | 42° 18′ 15″ N, 2° 26′ 43″ E / 42.3042625162844°N,2.4453061982384°E  |                                            |                                   | Modifica les dades a Wikidata |
|        | el Noassà                  | masia        | Camprodon         |                      |                      | 42° 18′ 13″ N, 2° 23′ 47″ E / 42.3036914548229°N,2.39642926896268°E |                                            |                                   | Modifica les dades a Wikidata |
|        | el Peirer                  | masia        | Camprodon         |                      |                      | 42° 17′ 01″ N, 2° 31′ 37″ E / 42.2836°N,2.52689°E                   | bé integrant del patrimoni cultural català | Masia del Pairer (Camprodon)      | Modifica les dades a Wikidata |
|        | el Pla de l'Arç            | masia        | Camprodon         |                      |                      | 42° 17′ 19″ N, 2° 26′ 34″ E / 42.2885980110652°N,2.44287217175716°E |                                            |                                   | Modifica les dades a Wikidata |
|        | el Puig                    | masia        | Camprodon         |                      |                      | 42° 18′ 36″ N, 2° 27′ 08″ E / 42.3099882168744°N,2.45234203193218°E |                                            |                                   | Modifica les dades a Wikidata |
|        | el Puigmal                 | masia        | Camprodon         |                      |                      | 42° 19′ 17″ N, 2° 28′ 54″ E / 42.3214906674581°N,2.48175692751511°E |                                            |                                   | Modifica les dades a Wikidata |
|        | el Puixeu                  | masia        | Camprodon         | 1145                 |                      | 42° 17′ 56″ N, 2° 20′ 55″ E / 42.2989620901187°N,2.34849393452104°E |                                            | El Puixeu                         | Modifica les dades a Wikidata |
|        | el Ricard                  | masia        | Camprodon         |                      |                      | 42° 18′ 28″ N, 2° 27′ 00″ E / 42.3078065616558°N,2.45000707906726°E |                                            |                                   | Modifica les dades a Wikidata |
|        | el Seguer                  | masia        | Camprodon         |                      |                      | 42° 17′ 57″ N, 2° 25′ 18″ E / 42.2992560790197°N,2.42180255881193°E |                                            |                                   | Modifica les dades a Wikidata |
|        | el Sitjar                  | masia        | Camprodon         | 1012                 |                      | 42° 16′ 54″ N, 2° 23′ 36″ E / 42.281666666667°N,2.3934444444444°E   |                                            | El Sitjar (Camprodon)             | Modifica les dades a Wikidata |
|        | el Sunyer                  | masia        | Camprodon         | 632                  |                      | 42° 19′ 02″ N, 2° 29′ 12″ E / 42.317091°N,2.486575°E                | bé integrant del patrimoni cultural català | El Sunyer                         | Modifica les dades a Wikidata |
|        | el Talric                  | masia        | Camprodon         |                      |                      | 42° 18′ 02″ N, 2° 24′ 22″ E / 42.3004728048984°N,2.40611700508056°E |                                            |                                   | Modifica les dades a Wikidata |
|        | el Tubert                  | masia        | Camprodon         |                      |                      | 42° 18′ 18″ N, 2° 26′ 31″ E / 42.3049214662908°N,2.44190323920641°E |                                            |                                   | Modifica les dades a Wikidata |
|        | el Vinardell               | masia        | Camprodon         |                      |                      | 42° 18′ 34″ N, 2° 30′ 06″ E / 42.3094302352394°N,2.50180357674158°E |                                            |                                   | Modifica les dades a Wikidata |
|        | els Afrons                 | masia        | Camprodon         |                      |                      | 42° 16′ 54″ N, 2° 32′ 19″ E / 42.2816105357906°N,2.53848048814155°E |                                            |                                   | Modifica les dades a Wikidata |
|        | els Castanyers             | masia        | Camprodon         |                      |                      | 42° 17′ 52″ N, 2° 27′ 33″ E / 42.2977633607147°N,2.45919302943164°E |                                            |                                   | Modifica les dades a Wikidata |
|        | els Ferrers                | masia        | Camprodon         |                      |                      | 42° 17′ 48″ N, 2° 25′ 44″ E / 42.2967694269621°N,2.42880074553642°E |                                            |                                   | Modifica les dades a Wikidata |
|        | els Oms                    | masia        | Camprodon         |                      |                      | 42° 18′ 37″ N, 2° 23′ 27″ E / 42.310173563949°N,2.39088288122799°E  |                                            |                                   | Modifica les dades a Wikidata |
|        | els Solans                 | masia        | Camprodon         |                      |                      | 42° 19′ 35″ N, 2° 23′ 31″ E / 42.32641883302°N,2.3920272135468°E    |                                            |                                   | Modifica les dades a Wikidata |
|        | Gran Masia del Barrancot   | masia        | Camprodon         |                      |                      | 42° 18′ 32″ N, 2° 30′ 36″ E / 42.308914°N,2.510115°E                | bé integrant del patrimoni cultural català |                                   | Modifica les dades a Wikidata |
|        | l'Aboç                     | masia        | Camprodon         |                      |                      | 42° 20′ 48″ N, 2° 26′ 36″ E / 42.34662°N,2.44332°E                  |                                            |                                   | Modifica les dades a Wikidata |
|        | l'Apallador de Baix        | masia        | Camprodon         |                      |                      | 42° 16′ 25″ N, 2° 24′ 17″ E / 42.2735916589394°N,2.40481722318971°E |                                            |                                   | Modifica les dades a Wikidata |
|        | l'Apallador de Dalt        | masia        | Camprodon         |                      |                      | 42° 16′ 25″ N, 2° 24′ 14″ E / 42.2735872506108°N,2.40396839250495°E |                                            |                                   | Modifica les dades a Wikidata |
|        | la Batllia                 | masia        | Camprodon         |                      |                      | 42° 19′ 09″ N, 2° 25′ 05″ E / 42.3190954585467°N,2.41801672071341°E |                                            |                                   | Modifica les dades a Wikidata |
|        | la Campa                   | masia        | Camprodon         |                      |                      | 42° 18′ 59″ N, 2° 22′ 19″ E / 42.31643°N,2.371905°E                 |                                            | La Campa (Camprodon)              | Modifica les dades a Wikidata |
|        | la Capellera               | masia        | Camprodon         |                      |                      | 42° 20′ 28″ N, 2° 26′ 39″ E / 42.3411552541175°N,2.44420508851667°E |                                            |                                   | Modifica les dades a Wikidata |
|        | la Casa Nova de la Batllia | masia        | Camprodon         |                      |                      | 42° 19′ 49″ N, 2° 24′ 57″ E / 42.3301801003756°N,2.41587542562194°E |                                            |                                   | Modifica les dades a Wikidata |
|        | la Casanova                | masia        | Camprodon         |                      |                      | 42° 20′ 32″ N, 2° 26′ 28″ E / 42.342149023495°N,2.44113707576441°E  |                                            |                                   | Modifica les dades a Wikidata |
|        | la Codina                  | masia        | Camprodon         |                      |                      | 42° 18′ 35″ N, 2° 29′ 42″ E / 42.3097252055727°N,2.49511558284408°E |                                            |                                   | Modifica les dades a Wikidata |
|        | la Coma                    | masia        | Camprodon         |                      |                      | 42° 19′ 16″ N, 2° 22′ 08″ E / 42.3211231862598°N,2.3688963129877°E  |                                            |                                   | Modifica les dades a Wikidata |
|        | la Cànova                  | masia        | Camprodon         |                      |                      | 42° 17′ 33″ N, 2° 20′ 02″ E / 42.2925926299463°N,2.33401526377387°E |                                            |                                   | Modifica les dades a Wikidata |
|        | la Fabra                   | masia        | Camprodon         |                      |                      | 42° 20′ 28″ N, 2° 26′ 39″ E / 42.341092669805°N,2.4440861338107°E   |                                            |                                   | Modifica les dades a Wikidata |
|        | la Farga (Beget)           | masia        | Camprodon         |                      |                      | 42° 18′ 18″ N, 2° 30′ 28″ E / 42.304946°N,2.507657°E                | bé integrant del patrimoni cultural català |                                   | Modifica les dades a Wikidata |
|        | la Figuera                 | masia        | Camprodon         |                      |                      | 42° 19′ 10″ N, 2° 30′ 28″ E / 42.3193172523092°N,2.50765987076462°E |                                            |                                   | Modifica les dades a Wikidata |
|        | la Ginebrosa               | masia        | Camprodon         |                      |                      | 42° 18′ 59″ N, 2° 28′ 28″ E / 42.3164857231228°N,2.47438351461856°E |                                            |                                   | Modifica les dades a Wikidata |
|        | la Gironella               | masia        | Camprodon         |                      |                      | 42° 19′ 52″ N, 2° 22′ 54″ E / 42.330972719761°N,2.38154249969579°E  |                                            |                                   | Modifica les dades a Wikidata |
|        | la Gran Jaça               | masia        | Camprodon         |                      |                      | 42° 16′ 52″ N, 2° 19′ 38″ E / 42.2810707776076°N,2.32733271757763°E |                                            |                                   | Modifica les dades a Wikidata |
|        | la Guardiola               | masia        | Camprodon         |                      |                      | 42° 20′ 04″ N, 2° 27′ 41″ E / 42.3344374419668°N,2.46134302877084°E |                                            |                                   | Modifica les dades a Wikidata |
|        | la Masó de Rocabruna       | masia        | Camprodon         |                      |                      | 42° 20′ 20″ N, 2° 27′ 07″ E / 42.338813°N,2.451841°E                | bé integrant del patrimoni cultural català | La Masó (Camprodon)               | Modifica les dades a Wikidata |
|        | la Plana Martina           | masia        | Camprodon         |                      |                      | 42° 18′ 05″ N, 2° 26′ 28″ E / 42.3013417472851°N,2.44102494849693°E |                                            |                                   | Modifica les dades a Wikidata |
|        | la Quera                   | masia        | Camprodon         |                      |                      | 42° 19′ 07″ N, 2° 26′ 02″ E / 42.318715806154°N,2.43392974423811°E  |                                            |                                   | Modifica les dades a Wikidata |
|        | la Roca                    | masia        | Camprodon         |                      |                      | 42° 19′ 02″ N, 2° 29′ 13″ E / 42.3171725754847°N,2.48684057292181°E |                                            |                                   | Modifica les dades a Wikidata |
|        | la Solana                  | masia        | Camprodon         |                      |                      | 42° 19′ 33″ N, 2° 27′ 25″ E / 42.325915582928°N,2.45708289772563°E  |                                            |                                   | Modifica les dades a Wikidata |
|        | la Teuleria                | masia        | Camprodon         | 484                  |                      | 42° 18′ 33″ N, 2° 29′ 17″ E / 42.3091439464585°N,2.48792501180893°E |                                            | La Teuleria (Beget)               | Modifica les dades a Wikidata |
|        | la Tosquera                | masia        | Camprodon         | 1021                 |                      | 42° 18′ 36″ N, 2° 23′ 54″ E / 42.31°N,2.39831°E                     |                                            |                                   | Modifica les dades a Wikidata |
|        | les Arçoles                | masia        | Camprodon         |                      |                      | 42° 19′ 51″ N, 2° 27′ 42″ E / 42.3307829332899°N,2.46176262004621°E |                                            |                                   | Modifica les dades a Wikidata |
|        | les Boleteres              | masia        | Camprodon         |                      |                      | 42° 18′ 07″ N, 2° 21′ 57″ E / 42.3019683566303°N,2.36584835523364°E |                                            |                                   | Modifica les dades a Wikidata |
|        | les Bromateres             | masia        | Camprodon         |                      |                      | 42° 18′ 39″ N, 2° 22′ 24″ E / 42.310781799554°N,2.37339209797733°E  |                                            |                                   | Modifica les dades a Wikidata |
|        | les Cabanyes               | masia        | Camprodon         |                      |                      | 42° 18′ 14″ N, 2° 21′ 28″ E / 42.3038861419592°N,2.3576639030821°E  |                                            |                                   | Modifica les dades a Wikidata |
|        | les Casetes                | masia        | Camprodon         |                      |                      | 42° 18′ 39″ N, 2° 21′ 45″ E / 42.3108478226246°N,2.3624952117969°E  |                                            |                                   | Modifica les dades a Wikidata |
|        | les Feixanes               | masia        | Camprodon         |                      |                      | 42° 18′ 03″ N, 2° 31′ 06″ E / 42.300901868839°N,2.5184443350169°E   |                                            |                                   | Modifica les dades a Wikidata |
|        | les Ferreres               | masia        | Camprodon         |                      |                      | 42° 21′ 09″ N, 2° 27′ 36″ E / 42.3523977564719°N,2.45989050729388°E |                                            |                                   | Modifica les dades a Wikidata |
|        | les Fontanelles            | masia        | Camprodon         |                      |                      | 42° 20′ 50″ N, 2° 27′ 50″ E / 42.3472114236282°N,2.4639778268065°E  |                                            |                                   | Modifica les dades a Wikidata |
|        | les Fonts                  | masia        | Camprodon         |                      |                      | 42° 17′ 24″ N, 2° 20′ 16″ E / 42.29009428267°N,2.337792626451°E     |                                            |                                   | Modifica les dades a Wikidata |
|        | les Gavatxes               | masia        | Camprodon         | 588                  |                      | 42° 17′ 52″ N, 2° 28′ 25″ E / 42.2977394°N,2.4734818°E              |                                            |                                   | Modifica les dades a Wikidata |
|        | les Planelles              | masia        | Camprodon         |                      |                      | 42° 17′ 26″ N, 2° 25′ 25″ E / 42.2904665029689°N,2.42367819336294°E |                                            |                                   | Modifica les dades a Wikidata |
|        | les Serres                 | masia        | Camprodon         |                      |                      | 42° 19′ 40″ N, 2° 22′ 52″ E / 42.3276562931706°N,2.38113805117451°E |                                            |                                   | Modifica les dades a Wikidata |
|        | les Teixoneres             | masia        | Camprodon         |                      |                      | 42° 19′ 41″ N, 2° 23′ 27″ E / 42.3280775151418°N,2.39084368463426°E |                                            |                                   | Modifica les dades a Wikidata |
|        | les Tremoledes             | masia        | Camprodon         |                      |                      | 42° 18′ 29″ N, 2° 25′ 58″ E / 42.3080833458407°N,2.43287234783776°E |                                            |                                   | Modifica les dades a Wikidata |
|        | Mas Cortades               | masia        | Camprodon         |                      |                      | 42° 17′ 41″ N, 2° 20′ 37″ E / 42.2946567558095°N,2.34368600293517°E |                                            |                                   | Modifica les dades a Wikidata |
|        | Mas d'en Sivilla           | masia        | Camprodon         | 911.9                |                      | 42° 18′ 28″ N, 2° 23′ 56″ E / 42.3079°N,2.39899°E                   |                                            |                                   | Modifica les dades a Wikidata |
|        | Mas de Molló               | masia        | Camprodon         |                      |                      | 42° 18′ 10″ N, 2° 21′ 38″ E / 42.3028842372689°N,2.36048879433675°E |                                            |                                   | Modifica les dades a Wikidata |
|        | Mas Llandrius              | masia        | Camprodon         |                      |                      | 42° 18′ 54″ N, 2° 22′ 46″ E / 42.3150300224792°N,2.37952651439838°E |                                            |                                   | Modifica les dades a Wikidata |
|        | Mas Pomer                  | masia        | Camprodon         |                      |                      | 42° 17′ 54″ N, 2° 20′ 47″ E / 42.2983°N,2.34651°E                   | bé integrant del patrimoni cultural català | Mas Pomer (Camprodon)             | Modifica les dades a Wikidata |
|        | Mas Prat                   | masia        | Camprodon         |                      |                      | 42° 17′ 31″ N, 2° 20′ 48″ E / 42.2920432557715°N,2.34653949134476°E |                                            |                                   | Modifica les dades a Wikidata |
|        | Mas Querol                 | masia        | Camprodon         |                      |                      | 42° 17′ 30″ N, 2° 19′ 43″ E / 42.291588197399°N,2.32856726406688°E  |                                            |                                   | Modifica les dades a Wikidata |
|        | Moixons                    | masia        | Camprodon         |                      |                      | 42° 19′ 43″ N, 2° 26′ 24″ E / 42.3286619105782°N,2.44011557130269°E |                                            |                                   | Modifica les dades a Wikidata |
|        | Pairalia del Bolacell      | masia        | Camprodon         |                      |                      | 42° 18′ 12″ N, 2° 28′ 45″ E / 42.3034°N,2.4793°E                    | bé integrant del patrimoni cultural català | Pairalia del Bolacell (Camprodon) | Modifica les dades a Wikidata |
|        | Pla de les Arques          | masia        | Camprodon         |                      |                      | 42° 18′ 01″ N, 2° 23′ 50″ E / 42.300328261362°N,2.3971309872135°E   |                                            |                                   | Modifica les dades a Wikidata |
|        | Puig-olina                 | masia        | Camprodon         |                      |                      | 42° 18′ 05″ N, 2° 26′ 52″ E / 42.3014822631182°N,2.44772062773344°E |                                            |                                   | Modifica les dades a Wikidata |
|        | Puigdefrancor              | masia        | Camprodon         |                      |                      | 42° 19′ 05″ N, 2° 24′ 56″ E / 42.317948830194°N,2.41568518111298°E  |                                            |                                   | Modifica les dades a Wikidata |
|        | Puigsec                    | masia        | Camprodon         |                      |                      | 42° 16′ 44″ N, 2° 19′ 13″ E / 42.2787951987753°N,2.32020156342024°E |                                            |                                   | Modifica les dades a Wikidata |
|        | Rajades                    | masia        | Camprodon         |                      |                      | 42° 18′ 39″ N, 2° 29′ 10″ E / 42.310828408944°N,2.48598206664763°E  |                                            |                                   | Modifica les dades a Wikidata |
|        | Resclusanys                | masia        | Camprodon         | 1142                 | ruïnós               | 42° 17′ 06″ N, 2° 26′ 46″ E / 42.2851283972657°N,2.44612904895674°E |                                            |                                   | Modifica les dades a Wikidata |
|        | Rials                      | masia        | Camprodon         |                      |                      | 42° 19′ 06″ N, 2° 23′ 34″ E / 42.3182345391732°N,2.39267398072516°E |                                            |                                   | Modifica les dades a Wikidata |
|        | Romegueres                 | masia        | Camprodon         |                      |                      | 42° 17′ 12″ N, 2° 32′ 23″ E / 42.2867129604566°N,2.5397046915933°E  |                                            |                                   | Modifica les dades a Wikidata |
|        | Salelles                   | masia        | Camprodon         |                      |                      | 42° 17′ 09″ N, 2° 22′ 27″ E / 42.285795836657°N,2.3742245328714°E   |                                            |                                   | Modifica les dades a Wikidata |
|        | Cal Janot                  | masia        | Llanars           |                      |                      | 42° 20′ 35″ N, 2° 21′ 21″ E / 42.3430518770496°N,2.35573571767115°E |                                            |                                   | Modifica les dades a Wikidata |
|        | Cal Monjo                  | masia        | Llanars           |                      |                      | 42° 20′ 34″ N, 2° 21′ 19″ E / 42.3427883960153°N,2.35532564693187°E |                                            |                                   | Modifica les dades a Wikidata |
|        | Can Barmateres             | masia        | Llanars           |                      |                      | 42° 18′ 38″ N, 2° 20′ 12″ E / 42.3106470604703°N,2.33662787997367°E |                                            |                                   | Modifica les dades a Wikidata |
|        | Can Begudà                 | masia        | Llanars           |                      |                      | 42° 18′ 48″ N, 2° 20′ 18″ E / 42.3134039247923°N,2.33835841231355°E |                                            |                                   | Modifica les dades a Wikidata |
|        | Can Caïm                   | masia        | Llanars           |                      |                      | 42° 19′ 20″ N, 2° 20′ 19″ E / 42.3221599945751°N,2.33872784628715°E |                                            |                                   | Modifica les dades a Wikidata |
|        | Can Culí                   | masia        | Llanars           |                      |                      | 42° 19′ 35″ N, 2° 20′ 36″ E / 42.3264815935353°N,2.34319750758292°E |                                            |                                   | Modifica les dades a Wikidata |
|        | Can Darrer                 | masia        | Llanars           |                      |                      | 42° 20′ 30″ N, 2° 21′ 17″ E / 42.3417318098246°N,2.35481442883384°E |                                            |                                   | Modifica les dades a Wikidata |
|        | Can Gadeu                  | masia        | Llanars           |                      |                      | 42° 19′ 20″ N, 2° 20′ 50″ E / 42.3220909740937°N,2.34711457444877°E |                                            |                                   | Modifica les dades a Wikidata |
|        | Can Marçal                 | masia        | Llanars           |                      |                      | 42° 19′ 21″ N, 2° 20′ 49″ E / 42.3224766242158°N,2.34683145645051°E |                                            |                                   | Modifica les dades a Wikidata |
|        | Can Mianjo                 | masia        | Llanars           |                      |                      | 42° 18′ 34″ N, 2° 20′ 16″ E / 42.309428754146°N,2.33775696484643°E  |                                            |                                   | Modifica les dades a Wikidata |
|        | Can Pagès                  | masia        | Llanars           |                      |                      | 42° 18′ 44″ N, 2° 20′ 46″ E / 42.3122318842497°N,2.34599093336869°E |                                            |                                   | Modifica les dades a Wikidata |
|        | Can Pericó                 | masia        | Llanars           |                      |                      | 42° 19′ 00″ N, 2° 20′ 46″ E / 42.3167801195834°N,2.34601664902152°E |                                            |                                   | Modifica les dades a Wikidata |
|        | Can Setze                  | masia        | Llanars           |                      |                      | 42° 19′ 35″ N, 2° 20′ 36″ E / 42.3262565935482°N,2.34322412186098°E |                                            |                                   | Modifica les dades a Wikidata |
|        | Can Solfa                  | masia        | Llanars           |                      |                      | 42° 20′ 37″ N, 2° 21′ 23″ E / 42.343524188236°N,2.35644716517236°E  |                                            |                                   | Modifica les dades a Wikidata |
|        | Casa Solà                  | masia        | Llanars           |                      |                      | 42° 21′ 14″ N, 2° 21′ 25″ E / 42.353983717879°N,2.35706899152826°E  |                                            |                                   | Modifica les dades a Wikidata |
|        | Casadalt                   | masia        | Llanars           |                      |                      | 42° 18′ 50″ N, 2° 20′ 13″ E / 42.3137926713405°N,2.33705595454553°E |                                            |                                   | Modifica les dades a Wikidata |
|        | el Burguès                 | masia        | Llanars           |                      |                      | 42° 20′ 31″ N, 2° 21′ 20″ E / 42.3419342328642°N,2.35557717047447°E |                                            |                                   | Modifica les dades a Wikidata |
|        | el Collell                 | masia        | Llanars           |                      |                      | 42° 19′ 02″ N, 2° 20′ 53″ E / 42.3170887742061°N,2.34802787666944°E |                                            |                                   | Modifica les dades a Wikidata |
|        | el Galló                   | masia        | Llanars           |                      |                      | 42° 18′ 48″ N, 2° 20′ 14″ E / 42.3132176474521°N,2.33729254188155°E |                                            |                                   | Modifica les dades a Wikidata |
|        | el Girbau                  | masia        | Llanars           |                      |                      | 42° 20′ 33″ N, 2° 21′ 18″ E / 42.3424803637899°N,2.35500101480998°E |                                            |                                   | Modifica les dades a Wikidata |
|        | el Griu                    | masia        | Llanars           |                      |                      | 42° 21′ 02″ N, 2° 21′ 37″ E / 42.350562000204°N,2.3602269145077°E   |                                            |                                   | Modifica les dades a Wikidata |
|        | el Morer                   | masia        | Llanars           |                      |                      | 42° 19′ 20″ N, 2° 20′ 30″ E / 42.322159160519°N,2.3417133245536°E   |                                            |                                   | Modifica les dades a Wikidata |
|        | el Pujol                   | masia        | Llanars           |                      |                      | 42° 18′ 50″ N, 2° 20′ 21″ E / 42.3138493962253°N,2.33908181363013°E |                                            |                                   | Modifica les dades a Wikidata |
|        | el Reixac                  | masia        | Llanars           |                      |                      | 42° 20′ 14″ N, 2° 21′ 03″ E / 42.3373590352809°N,2.35076829536649°E |                                            |                                   | Modifica les dades a Wikidata |
|        | el Rodà                    | masia        | Llanars           |                      |                      | 42° 21′ 18″ N, 2° 20′ 49″ E / 42.35498942275°N,2.3468255224319°E    |                                            |                                   | Modifica les dades a Wikidata |
|        | el Roig                    | masia        | Llanars           |                      |                      | 42° 18′ 55″ N, 2° 20′ 57″ E / 42.3151765815975°N,2.34910333503557°E |                                            |                                   | Modifica les dades a Wikidata |
|        | el Solà d'Amunt            | masia        | Llanars           |                      |                      | 42° 19′ 25″ N, 2° 20′ 53″ E / 42.3235019882716°N,2.34818011740274°E |                                            |                                   | Modifica les dades a Wikidata |
|        | el Solà d'Avall            | masia        | Llanars           |                      |                      | 42° 19′ 17″ N, 2° 20′ 59″ E / 42.3214394559413°N,2.34974266882596°E |                                            |                                   | Modifica les dades a Wikidata |
|        | els Vinyals                | masia        | Llanars           |                      |                      | 42° 19′ 30″ N, 2° 20′ 42″ E / 42.3249157553485°N,2.3449857373832°E  |                                            |                                   | Modifica les dades a Wikidata |
|        | Escardenya                 | masia        | Llanars           |                      |                      | 42° 20′ 55″ N, 2° 21′ 17″ E / 42.3486834124132°N,2.35462193031293°E |                                            |                                   | Modifica les dades a Wikidata |
|        | l'Abadia                   | masia        | Llanars           |                      |                      | 42° 18′ 48″ N, 2° 20′ 25″ E / 42.3132796774239°N,2.34024053775723°E |                                            |                                   | Modifica les dades a Wikidata |
|        | l'Illa                     | masia        | Llanars           |                      |                      | 42° 19′ 24″ N, 2° 20′ 45″ E / 42.3233722701176°N,2.34596051541045°E |                                            |                                   | Modifica les dades a Wikidata |
|        | l'Illa                     | masia        | Llanars           |                      |                      | 42° 19′ 58″ N, 2° 20′ 53″ E / 42.3327410096149°N,2.34796334251893°E |                                            |                                   | Modifica les dades a Wikidata |
|        | la Bona Font               | masia        | Llanars           |                      |                      | 42° 18′ 35″ N, 2° 20′ 14″ E / 42.3097671804233°N,2.33709819887867°E |                                            |                                   | Modifica les dades a Wikidata |
|        | la Canal                   | masia        | Llanars           |                      |                      | 42° 18′ 57″ N, 2° 20′ 24″ E / 42.3157013389215°N,2.3400696249604°E  |                                            |                                   | Modifica les dades a Wikidata |
|        | la Ginestera               | masia        | Llanars           |                      |                      | 42° 18′ 56″ N, 2° 20′ 16″ E / 42.3154541830311°N,2.33781514078333°E |                                            |                                   | Modifica les dades a Wikidata |
|        | la Moixa                   | masia        | Llanars           |                      |                      | 42° 20′ 16″ N, 2° 21′ 22″ E / 42.3377316358603°N,2.35615420174082°E |                                            |                                   | Modifica les dades a Wikidata |
|        | la Moixa Vella             | masia        | Llanars           |                      |                      | 42° 20′ 15″ N, 2° 21′ 12″ E / 42.3374819859772°N,2.35340119447637°E |                                            |                                   | Modifica les dades a Wikidata |
|        | la Sorriba                 | masia        | Llanars           |                      |                      | 42° 18′ 56″ N, 2° 20′ 30″ E / 42.3154579715813°N,2.34160114840052°E |                                            |                                   | Modifica les dades a Wikidata |
|        | la Vallabriga de Baix      | masia        | Llanars           |                      |                      | 42° 19′ 13″ N, 2° 21′ 25″ E / 42.3203448573304°N,2.35686546546046°E |                                            |                                   | Modifica les dades a Wikidata |
|        | la Vallabriga de Dalt      | masia        | Llanars           |                      |                      | 42° 19′ 23″ N, 2° 21′ 22″ E / 42.3230881579854°N,2.35623071388436°E |                                            |                                   | Modifica les dades a Wikidata |
|        | les Cortades               | masia        | Llanars           |                      |                      | 42° 18′ 44″ N, 2° 21′ 08″ E / 42.312267764145°N,2.35231245736516°E  |                                            |                                   | Modifica les dades a Wikidata |
|        | les Saletes                | masia        | Llanars           |                      |                      | 42° 19′ 19″ N, 2° 20′ 59″ E / 42.3219251378348°N,2.34962844349611°E |                                            |                                   | Modifica les dades a Wikidata |
|        | les Vesseganyes            | masia        | Llanars           |                      |                      | 42° 19′ 31″ N, 2° 20′ 08″ E / 42.3252668926237°N,2.33557618912057°E |                                            |                                   | Modifica les dades a Wikidata |
|        | Rifred                     | masia        | Llanars           |                      |                      | 42° 18′ 44″ N, 2° 20′ 36″ E / 42.3122881175435°N,2.34322376286504°E |                                            |                                   | Modifica les dades a Wikidata |
|        | Ca l'Endal                 | masia        | Molló             |                      |                      | 42° 20′ 57″ N, 2° 24′ 46″ E / 42.3491667915082°N,2.41271291086468°E |                                            |                                   | Modifica les dades a Wikidata |
|        | Ca l'Isidre                | masia        | Molló             |                      |                      | 42° 21′ 03″ N, 2° 24′ 46″ E / 42.3507697958352°N,2.41269798785489°E |                                            |                                   | Modifica les dades a Wikidata |
|        | Ca n'Illa                  | masia        | Molló             | 1270                 |                      | 42° 21′ 21″ N, 2° 24′ 46″ E / 42.355827°N,2.412696°E                |                                            | Ca n'Illa (Molló)                 | Modifica les dades a Wikidata |
|        | Cal Borrasser              | masia        | Molló             |                      |                      | 42° 20′ 56″ N, 2° 24′ 29″ E / 42.3488012926506°N,2.4081876476925°E  |                                            |                                   | Modifica les dades a Wikidata |
|        | Cal Fumat                  | masia        | Molló             |                      |                      | 42° 20′ 57″ N, 2° 24′ 40″ E / 42.3490418102282°N,2.41117213668525°E |                                            |                                   | Modifica les dades a Wikidata |
|        | Cal Verjo                  | masia        | Molló             |                      |                      | 42° 20′ 54″ N, 2° 24′ 39″ E / 42.3482383123393°N,2.41079112113876°E |                                            |                                   | Modifica les dades a Wikidata |
|        | Can Bac                    | masia        | Molló             |                      |                      | 42° 21′ 02″ N, 2° 25′ 22″ E / 42.3504337267587°N,2.42277857007207°E |                                            |                                   | Modifica les dades a Wikidata |
|        | Can Biel                   | masia        | Molló             |                      |                      | 42° 20′ 55″ N, 2° 24′ 40″ E / 42.3485369954731°N,2.41107971911355°E |                                            |                                   | Modifica les dades a Wikidata |
|        | Can Borrat                 | masia        | Molló             |                      |                      | 42° 20′ 51″ N, 2° 24′ 07″ E / 42.3473908623497°N,2.40192402126445°E |                                            |                                   | Modifica les dades a Wikidata |
|        | Can Borrató                | masia        | Molló             |                      |                      | 42° 21′ 00″ N, 2° 24′ 13″ E / 42.350001710718°N,2.40347765532074°E  |                                            |                                   | Modifica les dades a Wikidata |
|        | Can Borrut                 | masia        | Molló             |                      |                      | 42° 22′ 40″ N, 2° 24′ 57″ E / 42.3777770164737°N,2.41584748052039°E |                                            |                                   | Modifica les dades a Wikidata |
|        | Can Coronel                | masia        | Molló             |                      |                      | 42° 20′ 52″ N, 2° 24′ 35″ E / 42.347656518712°N,2.40974028977606°E  |                                            |                                   | Modifica les dades a Wikidata |
|        | Can Dillaire               | masia        | Molló             |                      |                      | 42° 20′ 34″ N, 2° 24′ 01″ E / 42.3428706716311°N,2.40036437847768°E |                                            |                                   | Modifica les dades a Wikidata |
|        | Can Ferrada                | masia        | Molló             |                      |                      | 42° 21′ 09″ N, 2° 24′ 42″ E / 42.3526199780139°N,2.41170940785336°E |                                            |                                   | Modifica les dades a Wikidata |
|        | Can Fogonella              | masia        | Molló             |                      |                      | 42° 22′ 36″ N, 2° 24′ 56″ E / 42.3767942295548°N,2.4156258042485°E  |                                            |                                   | Modifica les dades a Wikidata |
|        | Can Freixe                 | masia        | Molló             |                      |                      | 42° 21′ 48″ N, 2° 23′ 52″ E / 42.363373565108°N,2.3977429666174°E   |                                            |                                   | Modifica les dades a Wikidata |
|        | Can Gascó                  | masia        | Molló             |                      |                      | 42° 22′ 38″ N, 2° 24′ 53″ E / 42.3771677560276°N,2.41469919485415°E |                                            |                                   | Modifica les dades a Wikidata |
|        | Can Graciot                | masia        | Molló             |                      |                      | 42° 20′ 47″ N, 2° 24′ 05″ E / 42.3464867512463°N,2.40125270969721°E |                                            |                                   | Modifica les dades a Wikidata |
|        | Can Jana                   | masia        | Molló             |                      |                      | 42° 21′ 15″ N, 2° 25′ 04″ E / 42.3541098181555°N,2.41775447940729°E |                                            |                                   | Modifica les dades a Wikidata |
|        | Can Marçal                 | masia        | Molló             |                      |                      | 42° 20′ 59″ N, 2° 26′ 21″ E / 42.3496948986476°N,2.43904262548725°E |                                            |                                   | Modifica les dades a Wikidata |
|        | Can Menut                  | masia        | Molló             |                      |                      | 42° 20′ 59″ N, 2° 24′ 28″ E / 42.3497540722037°N,2.4078266098529°E  |                                            |                                   | Modifica les dades a Wikidata |
|        | Can Moi                    | masia        | Molló             | 1188                 |                      | 42° 20′ 53″ N, 2° 24′ 10″ E / 42.3480981105236°N,2.40284003719239°E |                                            | Can Moi (Molló)                   | Modifica les dades a Wikidata |
|        | Can Músic                  | masia        | Molló             |                      |                      | 42° 21′ 04″ N, 2° 24′ 51″ E / 42.3511190294313°N,2.41406674200192°E |                                            |                                   | Modifica les dades a Wikidata |
|        | Can Pastoret               | masia        | Molló             |                      |                      | 42° 21′ 39″ N, 2° 25′ 41″ E / 42.36082734891°N,2.4281257750942°E    |                                            |                                   | Modifica les dades a Wikidata |
|        | Can Patuleia               | masia        | Molló             |                      |                      | 42° 22′ 11″ N, 2° 24′ 34″ E / 42.3697650743015°N,2.40948475233347°E |                                            |                                   | Modifica les dades a Wikidata |
|        | Can Peiró                  | masia        | Molló             | 1228                 |                      | 42° 21′ 15″ N, 2° 24′ 45″ E / 42.3540734342665°N,2.41238795828434°E |                                            | Can Peiró (Molló)                 | Modifica les dades a Wikidata |
|        | Can Pletis                 | masia        | Molló             |                      |                      | 42° 21′ 19″ N, 2° 23′ 48″ E / 42.3552622153°N,2.3966061923138°E     |                                            |                                   | Modifica les dades a Wikidata |
|        | Can Porquer                | masia        | Molló             |                      |                      | 42° 20′ 44″ N, 2° 24′ 06″ E / 42.3454895343586°N,2.40172351394284°E |                                            |                                   | Modifica les dades a Wikidata |
|        | Can Quera                  | masia        | Molló             |                      |                      | 42° 22′ 09″ N, 2° 23′ 49″ E / 42.369123797638°N,2.39701773475551°E  |                                            |                                   | Modifica les dades a Wikidata |
|        | Can Respecte               | masia        | Molló             |                      |                      | 42° 22′ 45″ N, 2° 23′ 57″ E / 42.3792396003462°N,2.39911957377261°E |                                            |                                   | Modifica les dades a Wikidata |
|        | Can Roca                   | masia        | Molló             |                      |                      | 42° 20′ 35″ N, 2° 26′ 21″ E / 42.3431927908631°N,2.43910043139513°E |                                            |                                   | Modifica les dades a Wikidata |
|        | Can Rodà                   | masia        | Molló             |                      |                      | 42° 21′ 20″ N, 2° 25′ 14″ E / 42.3556100812698°N,2.42056983452261°E |                                            |                                   | Modifica les dades a Wikidata |
|        | Can Sant                   | masia        | Molló             |                      |                      | 42° 21′ 18″ N, 2° 25′ 12″ E / 42.3549864818712°N,2.42013843722206°E |                                            |                                   | Modifica les dades a Wikidata |
|        | Can Sau                    | masia        | Molló             |                      |                      | 42° 21′ 31″ N, 2° 24′ 17″ E / 42.3585185230917°N,2.40464784101896°E |                                            |                                   | Modifica les dades a Wikidata |
|        | Can Solà                   | masia        | Molló             |                      |                      | 42° 20′ 29″ N, 2° 24′ 19″ E / 42.3413921466888°N,2.40525861432208°E |                                            |                                   | Modifica les dades a Wikidata |
|        | Can Vacada                 | masia        | Molló             |                      |                      | 42° 21′ 02″ N, 2° 24′ 53″ E / 42.3505367012082°N,2.41466708564106°E |                                            |                                   | Modifica les dades a Wikidata |
|        | Can Vidaló                 | masia        | Molló             |                      |                      | 42° 20′ 51″ N, 2° 24′ 34″ E / 42.3475739050786°N,2.40943753872376°E |                                            |                                   | Modifica les dades a Wikidata |
|        | Casal de la Mata           | masia        | Molló             |                      |                      | 42° 22′ 18″ N, 2° 23′ 32″ E / 42.3717915215973°N,2.39226757183579°E |                                            |                                   | Modifica les dades a Wikidata |
|        | el Bertran                 | masia        | Molló             |                      |                      | 42° 20′ 50″ N, 2° 23′ 44″ E / 42.34715084465°N,2.3954696984475°E    |                                            |                                   | Modifica les dades a Wikidata |
|        | el Casot                   | masia        | Molló             |                      |                      | 42° 21′ 45″ N, 2° 26′ 12″ E / 42.3623726990298°N,2.43664682361293°E |                                            |                                   | Modifica les dades a Wikidata |
|        | el Galceran                | masia        | Molló             |                      |                      | 42° 21′ 08″ N, 2° 23′ 10″ E / 42.3523419722637°N,2.38616549830129°E |                                            |                                   | Modifica les dades a Wikidata |
|        | el Julià                   | masia        | Molló             |                      |                      | 42° 20′ 38″ N, 2° 24′ 15″ E / 42.3439891675809°N,2.40415365300233°E |                                            |                                   | Modifica les dades a Wikidata |
|        | el Querol                  | masia        | Molló             |                      |                      | 42° 19′ 50″ N, 2° 25′ 24″ E / 42.3304525182034°N,2.42343467134343°E |                                            |                                   | Modifica les dades a Wikidata |
|        | el Quintà                  | masia        | Molló             |                      |                      | 42° 22′ 38″ N, 2° 24′ 59″ E / 42.3771672334795°N,2.41636329197895°E |                                            |                                   | Modifica les dades a Wikidata |
|        | el Roure                   | masia        | Molló             |                      |                      | 42° 21′ 02″ N, 2° 24′ 47″ E / 42.3506724745689°N,2.41303885743853°E |                                            |                                   | Modifica les dades a Wikidata |
|        | el Sitjar                  | masia        | Molló             |                      |                      | 42° 20′ 46″ N, 2° 23′ 41″ E / 42.3461822897032°N,2.39472390883098°E |                                            |                                   | Modifica les dades a Wikidata |
|        | Grell de Baix              | masia        | Molló             |                      |                      | 42° 22′ 06″ N, 2° 23′ 53″ E / 42.368291829844°N,2.39808230218089°E  |                                            |                                   | Modifica les dades a Wikidata |
|        | Grell de Dalt              | masia        | Molló             |                      |                      | 42° 22′ 08″ N, 2° 23′ 44″ E / 42.369026067935°N,2.39556125915351°E  |                                            |                                   | Modifica les dades a Wikidata |
|        | l'Arull                    | masia        | Molló             |                      |                      | 42° 21′ 03″ N, 2° 24′ 53″ E / 42.3509603383508°N,2.41473600455178°E |                                            |                                   | Modifica les dades a Wikidata |
|        | l'Avellaneda               | masia        | Molló             |                      |                      | 42° 20′ 42″ N, 2° 23′ 36″ E / 42.3449499545551°N,2.39330315736919°E |                                            |                                   | Modifica les dades a Wikidata |
|        | l'Oliver                   | masia        | Molló             |                      |                      | 42° 21′ 36″ N, 2° 25′ 24″ E / 42.360009666095°N,2.42327381112413°E  |                                            |                                   | Modifica les dades a Wikidata |
|        | la Boixeda                 | masia        | Molló             |                      |                      | 42° 19′ 53″ N, 2° 25′ 43″ E / 42.3314511966617°N,2.42863269207726°E |                                            |                                   | Modifica les dades a Wikidata |
|        | la Bola                    | masia        | Molló             |                      |                      | 42° 21′ 31″ N, 2° 23′ 57″ E / 42.3585169096043°N,2.39915919170244°E |                                            |                                   | Modifica les dades a Wikidata |
|        | la Cadamont                | masia        | Molló             | 1405                 |                      | 42° 22′ 39″ N, 2° 24′ 55″ E / 42.377449°N,2.415178°E                |                                            |                                   | Modifica les dades a Wikidata |
|        | la Casassa                 | masia        | Molló             |                      |                      | 42° 22′ 59″ N, 2° 22′ 34″ E / 42.3829534053259°N,2.37613702605911°E |                                            |                                   | Modifica les dades a Wikidata |
|        | la Costa                   | masia        | Molló             |                      |                      | 42° 20′ 40″ N, 2° 24′ 42″ E / 42.3444788767643°N,2.41178531648703°E |                                            |                                   | Modifica les dades a Wikidata |
|        | la Ginestera               | masia        | Molló             |                      |                      | 42° 20′ 41″ N, 2° 24′ 27″ E / 42.3447269817082°N,2.40749743874158°E |                                            |                                   | Modifica les dades a Wikidata |
|        | la Gresa                   | masia        | Molló             |                      |                      | 42° 22′ 57″ N, 2° 23′ 10″ E / 42.3823949281717°N,2.38612793134148°E |                                            |                                   | Modifica les dades a Wikidata |
|        | la Masó                    | masia        | Molló             |                      |                      | 42° 20′ 57″ N, 2° 23′ 31″ E / 42.3490854627621°N,2.39192785210167°E |                                            |                                   | Modifica les dades a Wikidata |
|        | les Vermeteres             | masia        | Molló             |                      |                      | 42° 20′ 44″ N, 2° 23′ 22″ E / 42.3456322881688°N,2.38950873524115°E |                                            |                                   | Modifica les dades a Wikidata |
|        | Mas Pla                    | masia        | Molló             |                      |                      | 42° 21′ 26″ N, 2° 25′ 11″ E / 42.3571458093133°N,2.41971787252181°E |                                            |                                   | Modifica les dades a Wikidata |
|        | Siuroles                   | masia        | Molló             |                      |                      | 42° 21′ 45″ N, 2° 26′ 13″ E / 42.3626080989218°N,2.43689974161118°E |                                            |                                   | Modifica les dades a Wikidata |
|        | Cal Daldet                 | masia        | Pardines          |                      |                      | 42° 18′ 40″ N, 2° 12′ 39″ E / 42.3110473770944°N,2.2107222953726°E  |                                            |                                   | Modifica les dades a Wikidata |
|        | Cal Ferrer                 | masia        | Pardines          |                      |                      | 42° 18′ 45″ N, 2° 12′ 49″ E / 42.31252°N,2.213667°E                 | bé cultural d'interès local                | Cal Ferrer (Pardines)             | Modifica les dades a Wikidata |
|        | Cal Ferreret               | masia        | Pardines          |                      |                      | 42° 18′ 45″ N, 2° 12′ 48″ E / 42.312419°N,2.213365°E                | bé cultural d'interès local                | Cal Ferreret (Pardines)           | Modifica les dades a Wikidata |
|        | Cal Madò                   | masia        | Pardines          |                      |                      | 42° 18′ 40″ N, 2° 13′ 23″ E / 42.31121178886°N,2.22292696463473°E   |                                            |                                   | Modifica les dades a Wikidata |
|        | Cal Porquer                | masia        | Pardines          |                      |                      | 42° 18′ 47″ N, 2° 12′ 52″ E / 42.313152°N,2.214472°E                | bé cultural d'interès local                | Cal Porquer (Pardines)            | Modifica les dades a Wikidata |
|        | Cal Tinet                  | masia        | Pardines          |                      |                      | 42° 18′ 39″ N, 2° 13′ 21″ E / 42.3107950756867°N,2.22256807540042°E |                                            |                                   | Modifica les dades a Wikidata |
|        | Can Barratort              | masia        | Pardines          | 1200                 |                      | 42° 18′ 20″ N, 2° 12′ 47″ E / 42.30562222°N,2.21318056°E            |                                            | Can Barratort                     | Modifica les dades a Wikidata |
|        | Can Dolçat                 | masia        | Pardines          |                      |                      | 42° 18′ 27″ N, 2° 13′ 06″ E / 42.307524780076°N,2.21843449336785°E  |                                            |                                   | Modifica les dades a Wikidata |
|        | Can Font                   | masia        | Pardines          |                      |                      | 42° 18′ 41″ N, 2° 12′ 39″ E / 42.3112820165013°N,2.21079216728093°E |                                            |                                   | Modifica les dades a Wikidata |
|        | Can Nofre                  | masia        | Pardines          |                      |                      | 42° 18′ 59″ N, 2° 12′ 36″ E / 42.31630389514°N,2.2101025048572°E    |                                            |                                   | Modifica les dades a Wikidata |
|        | Can Roca                   | masia        | Pardines          |                      |                      | 42° 18′ 30″ N, 2° 13′ 44″ E / 42.308246°N,2.22882°E                 | bé integrant del patrimoni cultural català | Can Roca (Pardines)               | Modifica les dades a Wikidata |
|        | Can Talric                 | masia        | Pardines          |                      |                      | 42° 18′ 38″ N, 2° 12′ 39″ E / 42.3105430790692°N,2.21072859616307°E |                                            |                                   | Modifica les dades a Wikidata |
|        | la Boixetera               | masia        | Pardines          |                      |                      | 42° 18′ 29″ N, 2° 14′ 51″ E / 42.308015684526°N,2.24739063242506°E  |                                            |                                   | Modifica les dades a Wikidata |
|        | la Falgosa                 | masia        | Pardines          |                      |                      | 42° 18′ 18″ N, 2° 12′ 02″ E / 42.3051229882109°N,2.20055626678772°E |                                            |                                   | Modifica les dades a Wikidata |
|        | les Vinyes                 | masia        | Pardines          |                      |                      | 42° 18′ 52″ N, 2° 11′ 52″ E / 42.3143894036297°N,2.19785434039025°E |                                            |                                   | Modifica les dades a Wikidata |
|        | Mas Ventós                 | masia        | Pardines          |                      |                      | 42° 18′ 39″ N, 2° 12′ 38″ E / 42.31088889°N,2.21057778°E            |                                            |                                   | Modifica les dades a Wikidata |
|        | Ca l'Andalet               | masia        | Planoles          |                      |                      | 42° 18′ 20″ N, 2° 05′ 57″ E / 42.3056679941176°N,2.09914313114283°E |                                            |                                   | Modifica les dades a Wikidata |
|        | Ca l'Orriols               | masia        | Planoles          |                      |                      | 42° 19′ 14″ N, 2° 06′ 28″ E / 42.3204521892546°N,2.1078762381281°E  |                                            |                                   | Modifica les dades a Wikidata |
|        | Cal Barraquer              | masia        | Planoles          |                      |                      | 42° 18′ 18″ N, 2° 05′ 56″ E / 42.304863969067°N,2.0988270129092°E   |                                            |                                   | Modifica les dades a Wikidata |
|        | Cal Fuster                 | masia        | Planoles          |                      |                      | 42° 19′ 06″ N, 2° 06′ 07″ E / 42.3182180206883°N,2.10202221111569°E |                                            |                                   | Modifica les dades a Wikidata |
|        | Cal Grevolosa              | masia        | Planoles          |                      |                      | 42° 19′ 15″ N, 2° 05′ 50″ E / 42.3209452206202°N,2.09722621438443°E |                                            |                                   | Modifica les dades a Wikidata |
|        | Cal Jan Pau                | masia        | Planoles          | 1194                 |                      | 42° 19′ 12″ N, 2° 05′ 54″ E / 42.31999°N,2.098224°E                 | bé integrant del patrimoni cultural català | Cal Jan Pau                       | Modifica les dades a Wikidata |
|        | Cal Rovell                 | masia        | Planoles          |                      |                      | 42° 18′ 22″ N, 2° 05′ 58″ E / 42.3061647024787°N,2.09931804260459°E |                                            |                                   | Modifica les dades a Wikidata |
|        | Cal Solivent               | masia        | Planoles          |                      |                      | 42° 19′ 07″ N, 2° 06′ 15″ E / 42.3185232665024°N,2.10420222322248°E |                                            |                                   | Modifica les dades a Wikidata |
|        | Can Creus                  | masia        | Planoles          |                      |                      | 42° 19′ 16″ N, 2° 06′ 27″ E / 42.3211780111939°N,2.10740482350685°E |                                            |                                   | Modifica les dades a Wikidata |
|        | Can Croells                | masia        | Planoles          |                      |                      | 42° 19′ 15″ N, 2° 06′ 51″ E / 42.3207808289524°N,2.11425498799114°E |                                            |                                   | Modifica les dades a Wikidata |
|        | Can Fosses                 | masia        | Planoles          | 1260                 |                      | 42° 19′ 20″ N, 2° 06′ 12″ E / 42.322258°N,2.103423°E                | bé integrant del patrimoni cultural català | Can Fosses                        | Modifica les dades a Wikidata |
|        | Can Gasparó                | masia        | Planoles          |                      |                      | 42° 18′ 30″ N, 2° 05′ 52″ E / 42.308347°N,2.097844°E                | bé integrant del patrimoni cultural català |                                   | Modifica les dades a Wikidata |
|        | Can Sadurní                | masia        | Planoles          | 1092                 |                      | 42° 18′ 54″ N, 2° 06′ 32″ E / 42.3150737597317°N,2.10880163462806°E |                                            | Can Sadurní (Planoles)            | Modifica les dades a Wikidata |
|        | Can Trisant                | masia        | Planoles          |                      |                      | 42° 19′ 12″ N, 2° 06′ 09″ E / 42.320087007314°N,2.10262668562158°E  |                                            |                                   | Modifica les dades a Wikidata |
|        | el Serrat                  | masia        | Planoles          |                      |                      | 42° 19′ 02″ N, 2° 06′ 52″ E / 42.3171166020052°N,2.11441559454289°E |                                            |                                   | Modifica les dades a Wikidata |
|        | la Casa Vella              | masia        | Planoles          |                      |                      | 42° 18′ 29″ N, 2° 05′ 55″ E / 42.3080863532456°N,2.09859904955834°E |                                            |                                   | Modifica les dades a Wikidata |
|        | Torre el Niu               | masia        | Planoles          |                      |                      | 42° 18′ 30″ N, 2° 05′ 57″ E / 42.308395957969°N,2.09903143244718°E  |                                            |                                   | Modifica les dades a Wikidata |
|        | Cal Bòlica                 | masia        | Queralbs          |                      |                      | 42° 20′ 25″ N, 2° 09′ 32″ E / 42.340255260051°N,2.158817371435°E    |                                            |                                   | Modifica les dades a Wikidata |
|        | Can Batlle                 | masia        | Queralbs          | 1150                 |                      | 42° 20′ 26″ N, 2° 10′ 30″ E / 42.3405064435346°N,2.17493075410932°E |                                            | Can Batlle (Queralbs)             | Modifica les dades a Wikidata |
|        | Can Bonada                 | masia        | Queralbs          | 1350                 |                      | 42° 20′ 32″ N, 2° 11′ 02″ E / 42.342162°N,2.18381°E                 | bé integrant del patrimoni cultural català | Can Bonada                        | Modifica les dades a Wikidata |
|        | Casa dels Plaus            | masia        | Queralbs          |                      |                      | 42° 20′ 46″ N, 2° 08′ 26″ E / 42.3460635846548°N,2.14065800382979°E |                                            |                                   | Modifica les dades a Wikidata |
|        | Daió de Baix               | masia        | Queralbs          | 1180                 |                      | 42° 21′ 52″ N, 2° 10′ 31″ E / 42.3643740937964°N,2.17516499146517°E |                                            | Daió de Baix                      | Modifica les dades a Wikidata |
|        | Daió de Dalt               | masia        | Queralbs          |                      |                      | 42° 22′ 06″ N, 2° 10′ 34″ E / 42.3682172758378°N,2.1760863008222°E  |                                            |                                   | Modifica les dades a Wikidata |
|        | la Casanova                | masia        | Queralbs          | 1155                 |                      | 42° 20′ 28″ N, 2° 10′ 28″ E / 42.3410980779629°N,2.17454668937035°E |                                            | La Casanova (Queralbs)            | Modifica les dades a Wikidata |
|        | la Plana                   | masia        | Queralbs          | 1241                 |                      | 42° 21′ 05″ N, 2° 10′ 25″ E / 42.351357866941°N,2.17356253295707°E  |                                            | La Plana (Queralbs)               | Modifica les dades a Wikidata |
|        | la Ruira                   | masia        | Queralbs          | 1329                 |                      | 42° 21′ 21″ N, 2° 09′ 54″ E / 42.355932°N,2.164957°E                | bé integrant del patrimoni cultural català | La Ruïra (Queralbs)               | Modifica les dades a Wikidata |
|        | Mas de Fustanyà            | masia        | Queralbs          | 177                  |                      | 42° 20′ 33″ N, 2° 10′ 15″ E / 42.342484°N,2.170901°E                | bé integrant del patrimoni cultural català | Mas de Fustanyà                   | Modifica les dades a Wikidata |
|        | Tregurà                    | masia        | Queralbs          | 1214                 |                      | 42° 20′ 54″ N, 2° 10′ 16″ E / 42.3483230798142°N,2.17110123432146°E |                                            | Tregurà (Queralbs)                | Modifica les dades a Wikidata |
|        | Ca l'Esteve                | masia        | Ribes de Freser   | 1125                 |                      | 42° 19′ 37″ N, 2° 10′ 00″ E / 42.3268929723621°N,2.16672207004419°E |                                            | Ca l'Esteve (Ribes de Freser)     | Modifica les dades a Wikidata |
|        | Ca la Xeca                 | masia        | Ribes de Freser   |                      |                      | 42° 17′ 04″ N, 2° 11′ 00″ E / 42.2845035741854°N,2.18331518244322°E |                                            |                                   | Modifica les dades a Wikidata |
|        | Cal Bam                    | masia        | Ribes de Freser   |                      |                      | 42° 18′ 27″ N, 2° 08′ 51″ E / 42.3076041467558°N,2.14741779070674°E |                                            |                                   | Modifica les dades a Wikidata |
|        | Cal Costa                  | masia        | Ribes de Freser   |                      |                      | 42° 19′ 34″ N, 2° 09′ 53″ E / 42.3260861225853°N,2.16475442634968°E |                                            |                                   | Modifica les dades a Wikidata |
|        | Cal Crespí                 | masia        | Ribes de Freser   |                      |                      | 42° 19′ 33″ N, 2° 09′ 54″ E / 42.3257900118435°N,2.16490398408486°E |                                            |                                   | Modifica les dades a Wikidata |
|        | Cal Mayol                  | masia        | Ribes de Freser   |                      |                      | 42° 18′ 01″ N, 2° 10′ 16″ E / 42.300154°N,2.171065°E                | bé integrant del patrimoni cultural català |                                   | Modifica les dades a Wikidata |
|        | Cal Pellisser              | masia        | Ribes de Freser   | 991                  |                      | 42° 18′ 02″ N, 2° 10′ 16″ E / 42.3005004900306°N,2.1710494185813°E  |                                            | Cal Pellisser (Ribes de Freser)   | Modifica les dades a Wikidata |
|        | Cal Peres                  | masia        | Ribes de Freser   | 1145                 |                      | 42° 19′ 37″ N, 2° 09′ 55″ E / 42.3269638683315°N,2.16532538705482°E |                                            | Cal Peres                         | Modifica les dades a Wikidata |
|        | Cal Perramon               | masia        | Ribes de Freser   |                      |                      | 42° 16′ 30″ N, 2° 10′ 09″ E / 42.275073°N,2.169265°E                | bé integrant del patrimoni cultural català |                                   | Modifica les dades a Wikidata |
|        | Cal Querol                 | masia        | Ribes de Freser   |                      |                      | 42° 17′ 56″ N, 2° 09′ 26″ E / 42.2988956375834°N,2.15721625137619°E |                                            |                                   | Modifica les dades a Wikidata |
|        | Cal Queró                  | masia        | Ribes de Freser   |                      |                      | 42° 19′ 15″ N, 2° 10′ 59″ E / 42.320968347671°N,2.18318356024674°E  |                                            |                                   | Modifica les dades a Wikidata |
|        | Cal Quintana               | masia        | Ribes de Freser   | 1139                 |                      | 42° 19′ 36″ N, 2° 09′ 58″ E / 42.3265288826907°N,2.16619285399938°E |                                            | Cal Quintana (Ribes de Freser)    | Modifica les dades a Wikidata |
|        | Cal Rat-penat              | masia        | Ribes de Freser   |                      |                      | 42° 18′ 31″ N, 2° 11′ 01″ E / 42.3086247346921°N,2.18370717522336°E |                                            |                                   | Modifica les dades a Wikidata |
|        | Cal Rosset                 | masia        | Ribes de Freser   |                      |                      | 42° 17′ 59″ N, 2° 09′ 14″ E / 42.2996717304144°N,2.15376050257131°E |                                            |                                   | Modifica les dades a Wikidata |
|        | Cal Sineu                  | masia        | Ribes de Freser   |                      |                      | 42° 18′ 58″ N, 2° 11′ 05″ E / 42.3162150193648°N,2.1847133559098°E  |                                            |                                   | Modifica les dades a Wikidata |
|        | Cal Sirineu                | masia        | Ribes de Freser   |                      |                      | 42° 19′ 04″ N, 2° 10′ 44″ E / 42.317722709903°N,2.17891755650627°E  |                                            |                                   | Modifica les dades a Wikidata |
|        | Cal Torroella              | masia        | Ribes de Freser   |                      |                      | 42° 17′ 21″ N, 2° 09′ 45″ E / 42.289204°N,2.162566°E                | bé integrant del patrimoni cultural català |                                   | Modifica les dades a Wikidata |
|        | Cal Troi                   | masia        | Ribes de Freser   |                      |                      | 42° 17′ 55″ N, 2° 09′ 27″ E / 42.2987085781013°N,2.15749777048186°E |                                            |                                   | Modifica les dades a Wikidata |
|        | Cal Xela                   | masia        | Ribes de Freser   | 1149                 |                      | 42° 19′ 37″ N, 2° 09′ 54″ E / 42.3270608932682°N,2.16504495445621°E |                                            | Cal Xela (Ribes de Freser)        | Modifica les dades a Wikidata |
|        | Can Baldric                | masia        | Ribes de Freser   | 1130                 |                      | 42° 19′ 36″ N, 2° 09′ 56″ E / 42.3266508063055°N,2.16562081079176°E |                                            | Can Baldric (Ribes de Freser)     | Modifica les dades a Wikidata |
|        | Can Batet                  | masia        | Ribes de Freser   |                      |                      | 42° 18′ 47″ N, 2° 10′ 31″ E / 42.3131575104517°N,2.17527594528266°E |                                            |                                   | Modifica les dades a Wikidata |
|        | Can Cerdà                  | masia        | Ribes de Freser   | 1128                 | ruïnós               | 42° 19′ 40″ N, 2° 10′ 25″ E / 42.3278522983958°N,2.17359114671934°E |                                            | Can Cerdà (Ribes de Freser)       | Modifica les dades a Wikidata |
|        | Can Cigala                 | masia        | Ribes de Freser   |                      |                      | 42° 19′ 07″ N, 2° 10′ 54″ E / 42.3186693345251°N,2.18157502457059°E |                                            |                                   | Modifica les dades a Wikidata |
|        | Can Maurí                  | masia        | Ribes de Freser   |                      |                      | 42° 19′ 09″ N, 2° 11′ 07″ E / 42.3190652506127°N,2.18531973838237°E |                                            |                                   | Modifica les dades a Wikidata |
|        | Can Nadal                  | masia        | Ribes de Freser   |                      |                      | 42° 19′ 01″ N, 2° 10′ 40″ E / 42.3169125484537°N,2.1777145887039°E  |                                            |                                   | Modifica les dades a Wikidata |
|        | Can Paloca                 | masia        | Ribes de Freser   |                      |                      | 42° 19′ 02″ N, 2° 08′ 51″ E / 42.317133878818°N,2.14759253197913°E  |                                            |                                   | Modifica les dades a Wikidata |
|        | Can Planers                | masia        | Ribes de Freser   |                      |                      | 42° 19′ 18″ N, 2° 10′ 54″ E / 42.3217057467906°N,2.18176625440719°E |                                            |                                   | Modifica les dades a Wikidata |
|        | Can Possons                | masia        | Ribes de Freser   | 1088                 |                      | 42° 19′ 01″ N, 2° 09′ 48″ E / 42.3169978219069°N,2.16335775157017°E |                                            | Can Possons                       | Modifica les dades a Wikidata |
|        | Can Pous                   | masia        | Ribes de Freser   |                      |                      | 42° 16′ 38″ N, 2° 11′ 09″ E / 42.27732°N,2.185699°E                 | bé cultural d'interès local                |                                   | Modifica les dades a Wikidata |
|        | Can Riu                    | masia        | Ribes de Freser   |                      |                      | 42° 16′ 38″ N, 2° 11′ 13″ E / 42.277212°N,2.186961°E                | bé cultural d'interès local                |                                   | Modifica les dades a Wikidata |
|        | Can Segimon                | masia        | Ribes de Freser   |                      |                      | 42° 19′ 16″ N, 2° 11′ 01″ E / 42.3209988200615°N,2.18366859773891°E |                                            |                                   | Modifica les dades a Wikidata |
|        | Coma                       | masia        | Ribes de Freser   |                      |                      | 42° 18′ 54″ N, 2° 11′ 08″ E / 42.3150229249471°N,2.18551749536414°E |                                            |                                   | Modifica les dades a Wikidata |
|        | el Casot                   | masia        | Ribes de Freser   |                      |                      | 42° 15′ 14″ N, 2° 10′ 00″ E / 42.2539246340799°N,2.16661652291626°E |                                            |                                   | Modifica les dades a Wikidata |
|        | el Mas                     | masia        | Ribes de Freser   |                      |                      | 42° 18′ 34″ N, 2° 10′ 57″ E / 42.3093185021105°N,2.18248485625908°E |                                            |                                   | Modifica les dades a Wikidata |
|        | el Sagnari                 | masia        | Ribes de Freser   |                      |                      | 42° 15′ 30″ N, 2° 10′ 15″ E / 42.25838788941°N,2.1708176849442°E    |                                            |                                   | Modifica les dades a Wikidata |
|        | el Serrat Roig             | masia        | Ribes de Freser   |                      |                      | 42° 16′ 26″ N, 2° 10′ 58″ E / 42.2738895300403°N,2.18263974629632°E |                                            |                                   | Modifica les dades a Wikidata |
|        | Estegalella                | masia        | Ribes de Freser   |                      |                      | 42° 15′ 19″ N, 2° 09′ 44″ E / 42.2552518449081°N,2.16212559850303°E |                                            |                                   | Modifica les dades a Wikidata |
|        | la Casa Freda              | masia        | Ribes de Freser   |                      |                      | 42° 19′ 44″ N, 2° 10′ 51″ E / 42.3288950367163°N,2.18084774412837°E |                                            |                                   | Modifica les dades a Wikidata |
|        | la Casassa                 | masia        | Ribes de Freser   |                      |                      | 42° 17′ 57″ N, 2° 09′ 29″ E / 42.299137°N,2.15811°E                 | bé integrant del patrimoni cultural català | La Casassa (Ribes de Freser)      | Modifica les dades a Wikidata |
|        | la Gonàs                   | masia        | Ribes de Freser   |                      |                      | 42° 16′ 45″ N, 2° 11′ 06″ E / 42.2791308219138°N,2.18513096480541°E |                                            |                                   | Modifica les dades a Wikidata |
|        | la Torre                   | masia        | Ribes de Freser   |                      |                      | 42° 17′ 58″ N, 2° 10′ 12″ E / 42.2994576036153°N,2.17005617147527°E |                                            |                                   | Modifica les dades a Wikidata |
|        | Mas Conill                 | masia        | Ribes de Freser   |                      |                      | 42° 18′ 21″ N, 2° 11′ 22″ E / 42.3059182315067°N,2.18939607228734°E |                                            |                                   | Modifica les dades a Wikidata |
|        | Segura                     | masia        | Ribes de Freser   | 1097                 |                      | 42° 18′ 58″ N, 2° 09′ 48″ E / 42.316009°N,2.163278°E                |                                            |                                   | Modifica les dades a Wikidata |
|        | Torre dels Alemanys        | masia        | Ribes de Freser   |                      |                      | 42° 18′ 33″ N, 2° 09′ 44″ E / 42.3091009301678°N,2.16232179174386°E |                                            |                                   | Modifica les dades a Wikidata |
|        | Ventaiola                  | masia        | Ribes de Freser   |                      |                      | 42° 18′ 58″ N, 2° 10′ 10″ E / 42.3162216619386°N,2.16932625341521°E |                                            |                                   | Modifica les dades a Wikidata |
|        | Vilardell                  | masia        | Ribes de Freser   | 1135                 |                      | 42° 20′ 11″ N, 2° 10′ 31″ E / 42.3364470199006°N,2.17525087642635°E |                                            | Vilardell (Ribes de Freser)       | Modifica les dades a Wikidata |
|        | Cal Petit                  | masia        | Setcases          |                      |                      | 42° 22′ 13″ N, 2° 17′ 55″ E / 42.3703284098473°N,2.2984833252891°E  |                                            |                                   | Modifica les dades a Wikidata |
|        | Casa d'en Garidà           | masia        | Setcases          |                      |                      | 42° 24′ 02″ N, 2° 18′ 50″ E / 42.4005918441243°N,2.31390633511932°E |                                            |                                   | Modifica les dades a Wikidata |
|        | Casa d'en Picot            | masia        | Setcases          |                      |                      | 42° 23′ 28″ N, 2° 17′ 40″ E / 42.3910170970701°N,2.29438949945292°E |                                            |                                   | Modifica les dades a Wikidata |
|        | Casa de Carlat             | masia        | Setcases          |                      |                      | 42° 23′ 54″ N, 2° 17′ 10″ E / 42.3984130716005°N,2.28599554189544°E |                                            |                                   | Modifica les dades a Wikidata |
|        | Casa del Flare             | masia        | Setcases          |                      |                      | 42° 24′ 03″ N, 2° 18′ 40″ E / 42.400710635445°N,2.3111133960684°E   |                                            |                                   | Modifica les dades a Wikidata |
|        | la Rodonella               | masia        | Setcases          |                      |                      | 42° 22′ 51″ N, 2° 19′ 31″ E / 42.3807206865947°N,2.32538329039013°E |                                            |                                   | Modifica les dades a Wikidata |
|        | les Boneres                | masia        | Setcases          |                      |                      | 42° 23′ 30″ N, 2° 17′ 49″ E / 42.3917167322599°N,2.29686014784504°E |                                            |                                   | Modifica les dades a Wikidata |
|        | Viver de la Plana          | masia        | Setcases          |                      |                      | 42° 23′ 43″ N, 2° 17′ 30″ E / 42.395189002998°N,2.2917338005332°E   |                                            |                                   | Modifica les dades a Wikidata |
|        | Cal Baldric                | masia        | Toses             |                      |                      | 42° 18′ 49″ N, 2° 04′ 43″ E / 42.313711°N,2.078507°E                | bé integrant del patrimoni cultural català |                                   | Modifica les dades a Wikidata |
|        | Cal Ferreró                | masia        | Toses             |                      |                      | 42° 19′ 32″ N, 2° 03′ 02″ E / 42.3254323501194°N,2.05065456885962°E |                                            |                                   | Modifica les dades a Wikidata |
|        | Cal Patllari               | masia        | Toses             |                      |                      | 42° 19′ 31″ N, 2° 03′ 02″ E / 42.3251796095918°N,2.05058554978617°E |                                            |                                   | Modifica les dades a Wikidata |
|        | Cal Serra                  | masia        | Toses             |                      |                      | 42° 19′ 17″ N, 2° 00′ 54″ E / 42.321352°N,2.015023°E                | bé integrant del patrimoni cultural català |                                   | Modifica les dades a Wikidata |
|        | Can Baldric de Dalt        | masia        | Toses             | 1366                 |                      | 42° 18′ 26″ N, 2° 05′ 07″ E / 42.307270407296°N,2.0852452658529°E   |                                            | Can Baldric de Dalt               | Modifica les dades a Wikidata |
|        | Can Canal                  | masia        | Toses             |                      |                      | 42° 18′ 40″ N, 2° 04′ 29″ E / 42.311177°N,2.074686°E                | bé integrant del patrimoni cultural català |                                   | Modifica les dades a Wikidata |
|        | Can Morer                  | masia        | Toses             |                      |                      | 42° 19′ 27″ N, 2° 04′ 22″ E / 42.3241096490771°N,2.07281116200977°E |                                            |                                   | Modifica les dades a Wikidata |
|        | Cogomells                  | masia        | Toses             |                      |                      | 42° 19′ 46″ N, 2° 02′ 50″ E / 42.329476303864°N,2.047298017624°E    |                                            |                                   | Modifica les dades a Wikidata |
|        | el Palós                   | masia        | Toses             |                      |                      | 42° 19′ 38″ N, 2° 01′ 56″ E / 42.3273485476479°N,2.03209260553988°E |                                            |                                   | Modifica les dades a Wikidata |
|        | el Porxo                   | masia        | Toses             |                      |                      | 42° 19′ 45″ N, 2° 04′ 04″ E / 42.3290661730111°N,2.06765283648625°E |                                            |                                   | Modifica les dades a Wikidata |
|        | Espinosa                   | masia        | Toses             |                      |                      | 42° 19′ 20″ N, 2° 04′ 13″ E / 42.3221710536684°N,2.07030320780429°E |                                            |                                   | Modifica les dades a Wikidata |
|        | la Polella                 | masia        | Toses             |                      |                      | 42° 19′ 52″ N, 2° 03′ 50″ E / 42.3311601908648°N,2.06379853032407°E |                                            |                                   | Modifica les dades a Wikidata |
|        | Ca l'Alabau                | masia        | Vilallonga de Ter |                      |                      | 42° 20′ 41″ N, 2° 18′ 16″ E / 42.3447154816878°N,2.30443772173309°E |                                            |                                   | Modifica les dades a Wikidata |
|        | Ca la Guida                | masia        | Vilallonga de Ter |                      |                      | 42° 19′ 10″ N, 2° 18′ 52″ E / 42.3195137807216°N,2.3144601974478°E  |                                            |                                   | Modifica les dades a Wikidata |
|        | Ca n'Huguet                | masia        | Vilallonga de Ter |                      |                      | 42° 19′ 48″ N, 2° 19′ 02″ E / 42.3299601203365°N,2.31735688201916°E |                                            |                                   | Modifica les dades a Wikidata |
|        | Ca n'Huguet Vell           | masia        | Vilallonga de Ter |                      |                      | 42° 20′ 04″ N, 2° 19′ 43″ E / 42.334374°N,2.328588°E                | bé integrant del patrimoni cultural català |                                   | Modifica les dades a Wikidata |
|        | Cal Colló                  | masia        | Vilallonga de Ter |                      |                      | 42° 19′ 08″ N, 2° 19′ 00″ E / 42.3188779146593°N,2.31656652720976°E |                                            |                                   | Modifica les dades a Wikidata |
|        | Cal Curt                   | masia        | Vilallonga de Ter |                      |                      | 42° 20′ 26″ N, 2° 17′ 34″ E / 42.3404559128368°N,2.29270929630144°E |                                            |                                   | Modifica les dades a Wikidata |
|        | Cal Lluc                   | masia        | Vilallonga de Ter |                      |                      | 42° 20′ 23″ N, 2° 16′ 42″ E / 42.3397271231963°N,2.27836866989219°E |                                            |                                   | Modifica les dades a Wikidata |
|        | Cal Moliner                | masia        | Vilallonga de Ter |                      |                      | 42° 20′ 22″ N, 2° 16′ 44″ E / 42.3393439374184°N,2.27901643680531°E |                                            |                                   | Modifica les dades a Wikidata |
|        | Cal Patet                  | masia        | Vilallonga de Ter |                      |                      | 42° 20′ 32″ N, 2° 16′ 40″ E / 42.3421908615526°N,2.27774564079546°E |                                            |                                   | Modifica les dades a Wikidata |
|        | Cal Pirro                  | masia        | Vilallonga de Ter |                      |                      | 42° 20′ 27″ N, 2° 16′ 42″ E / 42.340834330928°N,2.27828317093376°E  |                                            |                                   | Modifica les dades a Wikidata |
|        | Can Batlló                 | masia        | Vilallonga de Ter |                      |                      | 42° 19′ 08″ N, 2° 18′ 59″ E / 42.3190202668722°N,2.31627373601536°E |                                            |                                   | Modifica les dades a Wikidata |
|        | Can Cotet                  | masia        | Vilallonga de Ter |                      |                      | 42° 20′ 42″ N, 2° 18′ 12″ E / 42.345122730758°N,2.30327988833381°E  |                                            |                                   | Modifica les dades a Wikidata |
|        | Can Gallina                | masia        | Vilallonga de Ter |                      |                      | 42° 18′ 50″ N, 2° 18′ 35″ E / 42.3137926627153°N,2.30958357509173°E |                                            |                                   | Modifica les dades a Wikidata |
|        | Can Julià                  | masia        | Vilallonga de Ter |                      |                      | 42° 19′ 48″ N, 2° 18′ 21″ E / 42.3298824800167°N,2.30592416548201°E |                                            |                                   | Modifica les dades a Wikidata |
|        | Can Mateu                  | masia        | Vilallonga de Ter |                      |                      | 42° 19′ 52″ N, 2° 18′ 51″ E / 42.331193417938°N,2.31424841010227°E  |                                            |                                   | Modifica les dades a Wikidata |
|        | Can Pei                    | masia        | Vilallonga de Ter |                      |                      | 42° 19′ 22″ N, 2° 19′ 48″ E / 42.3228029840569°N,2.33003160984486°E |                                            |                                   | Modifica les dades a Wikidata |
|        | Can Ribera                 | masia        | Vilallonga de Ter |                      |                      | 42° 18′ 49″ N, 2° 18′ 22″ E / 42.3137266886162°N,2.30611385012295°E |                                            |                                   | Modifica les dades a Wikidata |
|        | Can Sants                  | masia        | Vilallonga de Ter |                      |                      | 42° 20′ 03″ N, 2° 18′ 11″ E / 42.3342688583301°N,2.30302341637129°E |                                            |                                   | Modifica les dades a Wikidata |
|        | Can Serrat Nou             | masia        | Vilallonga de Ter |                      |                      | 42° 20′ 33″ N, 2° 17′ 55″ E / 42.3425101908652°N,2.29871983002664°E |                                            |                                   | Modifica les dades a Wikidata |
|        | el Borrasser               | masia        | Vilallonga de Ter |                      |                      | 42° 19′ 51″ N, 2° 19′ 57″ E / 42.3307422974698°N,2.33242344918121°E |                                            |                                   | Modifica les dades a Wikidata |
|        | el Catllar                 | masia        | Vilallonga de Ter | 1218                 |                      | 42° 21′ 34″ N, 2° 17′ 28″ E / 42.359324°N,2.291053°E                |                                            | El Catllar (Vilallonga de Ter)    | Modifica les dades a Wikidata |
|        | el Devasot                 | masia        | Vilallonga de Ter |                      |                      | 42° 19′ 56″ N, 2° 18′ 50″ E / 42.3322261457063°N,2.31375167187491°E |                                            |                                   | Modifica les dades a Wikidata |
|        | el Perdiguer               | masia        | Vilallonga de Ter |                      |                      | 42° 20′ 27″ N, 2° 17′ 35″ E / 42.3407099368574°N,2.29300993947373°E |                                            |                                   | Modifica les dades a Wikidata |
|        | el Quer                    | masia        | Vilallonga de Ter |                      |                      | 42° 20′ 26″ N, 2° 19′ 13″ E / 42.34042549711°N,2.3202694937511°E    |                                            |                                   | Modifica les dades a Wikidata |
|        | el Saiol                   | masia        | Vilallonga de Ter |                      |                      | 42° 19′ 44″ N, 2° 18′ 33″ E / 42.3288033063256°N,2.30916455835198°E |                                            |                                   | Modifica les dades a Wikidata |
|        | el Serradell               | masia        | Vilallonga de Ter |                      |                      | 42° 19′ 48″ N, 2° 18′ 55″ E / 42.3301280008369°N,2.31530381541857°E |                                            |                                   | Modifica les dades a Wikidata |
|        | Junents                    | masia        | Vilallonga de Ter |                      |                      | 42° 20′ 41″ N, 2° 17′ 56″ E / 42.3446898811104°N,2.29875630663574°E |                                            |                                   | Modifica les dades a Wikidata |
|        | l'Hostal del Sol           | masia        | Vilallonga de Ter |                      |                      | 42° 20′ 09″ N, 2° 18′ 23″ E / 42.3357574325124°N,2.30641794259439°E |                                            |                                   | Modifica les dades a Wikidata |
|        | la Barruda                 | masia        | Vilallonga de Ter |                      |                      | 42° 19′ 58″ N, 2° 18′ 55″ E / 42.3327042264514°N,2.31538511475411°E |                                            |                                   | Modifica les dades a Wikidata |
|        | la Planella                | masia        | Vilallonga de Ter |                      |                      | 42° 20′ 01″ N, 2° 18′ 10″ E / 42.3336282152819°N,2.3028241400087°E  |                                            |                                   | Modifica les dades a Wikidata |
|        | la Riba                    | masia        | Vilallonga de Ter |                      |                      | 42° 20′ 35″ N, 2° 18′ 14″ E / 42.3429292327177°N,2.3039353901721°E  |                                            |                                   | Modifica les dades a Wikidata |
|        | Sidreda                    | masia        | Vilallonga de Ter |                      |                      | 42° 19′ 58″ N, 2° 18′ 33″ E / 42.3327214259965°N,2.30924306019672°E |                                            |                                   | Modifica les dades a Wikidata |
|        | Vilavella                  | masia        | Vilallonga de Ter |                      |                      | 42° 19′ 19″ N, 2° 19′ 36″ E / 42.3220171822178°N,2.32656904379743°E |                                            |                                   | Modifica les dades a Wikidata |
|        | Vinardell                  | masia        | Vilallonga de Ter | 1023                 |                      | 42° 19′ 34″ N, 2° 19′ 52″ E / 42.32619516069°N,2.33103938346397°E   |                                            | Vinardell (Vilallonga de Ter)     | Modifica les dades a Wikidata |